# ペルソナ4
『ペルソナ4』（ペルソナフォー、Persona4）は、2008年7月10日にアトラスより発売されたPlayStation 2用ゲームソフト。

## 概要
同社の『ペルソナシリーズ』のナンバリング第4作目。略称は「P4」。
本作を原作とした小説、漫画、ドラマCDなどのメディアミックス展開も行われており、2011年10月から2012年3月にかけてはテレビアニメ版が放送された。2012年3月には舞台版「VISUALIVE『ペルソナ4』」の公演が行われた。
さらに2012年6月には、新要素を追加したPlayStation Vita版の『ペルソナ4 ザ・ゴールデン』、7月にアークシステムワークスと共同製作の2D対戦型格闘ゲーム『ペルソナ4 ジ・アルティメット イン マヨナカアリーナ』が発売。その後はニンテンドー3DSでクロスオーバーRPG『ペルソナQ シャドウ オブ ザ ラビリンス』とその続編『ペルソナQ2 ニュー シネマ ラビリンス』やPlayStation Vitaで音楽ゲーム『ペルソナ4 ダンシング・オールナイト』などが発売された。
本作は、田舎町に住む親戚の家に一時預けられることになった高校生の主人公が、町で起こる怪奇連続殺人事件の謎と、その裏に潜む異界の存在に仲間達と共に挑んでゆくジュブナイル伝奇RPGである。正体の分からない犯人の謎を追うミステリ要素と、異世界で繰り広げられるバトル、その合間の日常を通じて繰り広げられる青春群像劇という、3つの要素が並行しながら物語が展開する。
作品としては、それまでのペルソナシリーズから大きく異なる趣向で制作された『ペルソナ3』を踏襲した上で、新たな展開を目指した作品である。『ペルソナ3』とは同一世界上の2年後の出来事であると設定されており、作中には主人公らが学校行事の一環として、前作の舞台であった月光館学園を訪れる場面もある。一方で前作の内容を知らないプレイヤーでも楽しめる内容が意図されている。
前作で好評だったデザインなどのスタイリッシュな雰囲気は残しながらも、前作の舞台「都会」に対し「地方都市」、全体のカラーや雰囲気が「ダーク」に抑えられていた前作に対して今作は「ウォーム」なイメージ、デザイン面でも「フィクション色が強すぎるデザインは控える」などの変化が付けられている。また、本作のアートディレクター副島成記は、本作の根底のイメージを「最初からアナログで通すつもりだった」としている。
日本ゲーム大賞2009およびファミ通アワード2008においては、ともに該当年度のPS2作品として唯一となる優秀賞を受賞している。

## ペルソナ4 ザ・ゴールデン
2012年6月14日に『ペルソナ4 ザ・ゴールデン』（ペルソナフォー ザ・ゴールデン、Persona4 The Golden）というタイトルでPlayStation Vita版が発売された。略称は「P4G」。新タイトルは深夜番組がゴールデンタイムに進出するように豪華になっていることに由来する。
新規のイベント、アニメーション、ペルソナ、キャラクター、スキル、コミュ、新たなプレイ期間（PS2版ではクリスマスが終了するとそのまま3月の最終イベントに突入する）などが追加された。
また、PS Vitaのネットワーク機能を生かし、街では自分が今プレイしている場面で他のプレイヤーがどんな行動を取ったのかの確認やダンジョン内での救援要請などが可能となった。
新モードとして「TV LISTINGS」（番組表）が追加されており、サウンドテストやゲーム内容に関するクイズ、ゲーム内ムービーやプロモーションムービー、設定原画などがテレビ番組形式で閲覧できる。ゲームバランスの改善やロード時間の短縮など細かい部分にも改良が施されている。
売上本数は発売4日で推定14.7万本と当時のPS Vita用のゲームとしては最も売れた作品となり、PS Vita本体の売上も牽引した。
2013年4月にファミ通アワード2012において優秀賞を受賞。同年12月には全世界での出荷本数が70万本を突破したと同時に、アジア版（英語版）がPlayStationAwards2013において「ユーザーズチョイス賞」を2年連続で受賞した。2024年12月には過去に「PLAYSTATION PARTNER AWARD」を受賞したタイトルの中からPlayStationの世代ごとに、日本・アジア地域のユーザーによる投票で選ばれたタイトルに贈られる「PLAYSTATION GENERATIONS AWARDS」のPlayStation Vita Generationsに選ばれた。

### リマスター版
2020年6月14日にSteamにて『ゴールデン』をベースにしたWindows（Steam）版が全世界に向けて同時発売された。
「フルHD画質に対応」「フレームレートの変更」等々のPC版独自の様々なコンフィグが備わっており、後のアップデートでは64bitに対応、「ムービーの品質の設定」「対応言語の追加」などが盛り込まれた。またリマスター版ではVita版『ゴールデン』でのゲームクリア後から行えた「難易度の変更」「戦闘でのダメージ数値」「入手出来る経験値やお金」などの細かい設定変更は最初から可能となっている。
2023年1月19日にはXbox Game Passのリリース初日からプレイ可能なタイトルとして、Xbox One・Xbox Series X/S、PC（MSストア）、PlayStation 4、Nintendo Switch版もダウンロード版のみで配信された。新要素としてアルバム機能、中断セーブなどを追加。同日に2020年に出たPC版にもこれらの新要素がアップデートで実装された。なおリマスター版ではVita版『ゴールデン』の番組表にあった以下のチャンネルは削除されている。
- 1ch「青紫歌合戦2012」(ペルソナシリーズのライブ映像集)
- 5ch「鞠子の部屋」(P4の出演声優のインタビュー映像集)
- 9ch「MOMOM」(各ペルソナシリーズのPV集、CM集、P4UのPV、P4アニメの序盤のダイジェストムービー)

## リバイバル
2025年6月9日にリメイク版である『ペルソナ4 リバイバル』が発表された。略称は「P4R」対応機種はXbox Series X|S、Windows対応PC、PlayStation5、Steam。

## システム
基本的には『ペルソナ3』のゲームシステムを踏襲するが、本作から導入されたり、変更された新しい要素も設けられている。以下には本作からの新要素や前作からの変更点などを中心に紹介する。

### 日常
天候の概念
今作から天候の要素が追加された。晴天・曇天・雨天・霧があり、特に雨天はゲーム中、マヨナカテレビの放送という特別なことが起きる天候である。天候は今作の重要なファクターの一つである「時間制限」をあらわし、霧はその日までに行方不明となっている対象を救出しなければゲームオーバーとなってしまうという「時間切れ」を意味することもある。いつどの天気になるかは固定されており、一週間先までの天候は「天気予報」として確認することができる。
『ゴールデン』からは新たに雷・雪の天候が追加された。
移動をショートカットするキーの導入
学校や町を移動する際、いつでも□ボタンひとつで、隣接する他の場所へ移動できるようになった。
主人公の日常パラメータに関する変更
「勇気」「知識」「伝達力」「寛容さ」「根気」の5種類に改められた。加えて、これらが高い場合に「選択肢の幅が広がる」「イベントが発生する」などの付加価値が生じるようになった。
パラメータが引き継がれるため、2周目以降前提の選択肢も存在する。
武器防具ショップの仕様変更
販売品目の拡充の条件が、今作から「特定の素材アイテムを一定数持ち込む（売却する）」に改められた。素材アイテムは主に戦闘でシャドウを倒した際に手に入る。雨の日にしか出現しないシャドウもいる。
無印では周回すると追加アイテムが全てリセットされたが、『ゴールデン』では継承されるようになったことで、不要な戦闘の必要がなくなった。
パーティーメンバーに関する仕様変更
パーティーメンバーの装備変更を、キャンプメニューから直接入力できるようになった。加えて、それらやステータス確認を学校や町でも行えるようになった。
釣り
条件を満たすことで、河川敷で釣りができるようになる。釣った魚は移動中に使える回復アイテムとして機能するほか、釣り好きの老人に話しかけることで貴重なアイテムと交換することが可能で、ここでしか手に入らないアイテムも存在する。交換アイテムは約一月ごとに変化し、交換するアイテムによって必要となる魚の種類と数が違う。
魚は天候によって釣れる種類が違っており、大物は基本的に雨の日に釣れる。また、魚ごとに水面に発生する波紋のパターンとコントローラの振動具合が変化するため見極めやすくなっている。
『ゴールデン』では、仕様が大幅変更され、餌によって釣れる魚がほぼ全て2種類に固定となり、釣り自体も本格的にミニゲームとなった。また、海釣りが追加され、合わせて隠者コミュのイベント内容も一部変更された。アイテム交換の仕様も変わっており、魚を釣る→雨が降っていない夜の神社の境内にいる女性と話して石を貰う→夜の四六商店で交換する、という流れで行う。なお、別の入手経路で手に入れる石もある。
バイク
『ゴールデン』で追加された新要素。物語序盤から中盤にかけ、主人公と陽介が先に免許を取得し、行動範囲に沖奈市・七里海岸が追加される（自由に行けるようになるには何度か時間を費やす必要あり）。そのあと他のメンバーが取得することで本格的に機能する。戦闘中、戦闘に参加していないキャラクターが追撃を提案するようになる・2人で出掛けることで消滅させたスキルの復活または新スキルの取得などができるようになる。
衣装
『ゴールデン』で追加された新要素。様々な機会で入手することができ、探索時・戦闘時に選択した格好になる。作中で来ていた私服・水着・作業着などのほか、およそ私生活では着る機会がなさそうなコスプレ衣装や月光館学園の制服などもある。なお、衣装変更したメンバーとの最初の会話はその衣装に合わせたものになり、一部の衣装では勝利時のモーションや台詞が変化する。

### 戦闘
主人公は最大4人のパーティを組んで3DCGで描かれたダンジョンを探索する。主人公が瀕死（HPが0）になった時点でゲームオーバーとなる。
基本的には前作のものを踏襲しており、敵味方のキャラクターは手番が回ってきた順に1人ずつ行動し、武器による攻撃やペルソナ召喚による魔法といった戦闘手段を、メニューから選択して即時に実行する。このとき相手の弱点属性の攻撃やクリティカルヒットを命中させると、相手を転倒（ダウン）させると同時に、攻撃側は続けてもう1回（ワンモア）の連続行動を行うことができる。弱点属性は敵だけでなくプレイヤー側のペルソナにも設定されているため、連続行動の機会は敵味方を問わず発生し、さらに別の対象をダウンさせることができれば何度でも連続行動が継続する。プレイヤー側が敵に起き上がる機会を与えないようにして全員を転倒させた際には、メンバー全員による攻撃「総攻撃」が可能となり、敵全体に甚大なダメージを与えることができる。戦闘に勝利すると「シャッフルタイム」と呼ばれるミニゲームが発生し、新たなペルソナを獲得する機会を得る。
プレイヤー側のパーティが弱点属性の攻撃を命中させた場合、および一斉攻撃の際にはカットインの演出が入る。この演出はテレビアニメ版でも再現されている。
難易度の設定
PS2版での難易度設定は「BEGINNER」「NORMAL」「EXPERT」の3段階、『ゴールデン』では新たに「SAFETY」「EASY」「NORMAL」「HARD」「RISKY」の5段階となっている。PS2版やVita版『ゴールデン』ではゲームの開始時に難易度を選択すると途中で変更が出来ない。PS2版ではゲームをクリアし、クリアデータをロードする毎に難易度の変更が可能だったが、Vita版『ゴールデン』では2週目からメニュー画面のSYSTEMに「難易度の変更」が追加され、ゲーム中に難易度をいつでも変更出来るようになった。また、Vita版『ゴールデン』ではバトル中のダメージ、取得する経験値やお金などの各種数値の調整、全滅時のリトライの有無などの細かい設定の変更も2週目から可能になる。リマスター版では1週目から難易度や設定の変更が可能になった。
ダンジョン
前作と違い、今作には複数のダンジョンが登場する。ダンジョンは出現にいくつかの条件を必要とし、かつクリアには時間制限が付いていて、一定期間内に攻略ができないとゲームオーバーとなる。代わりに、前作にあった体調の概念がなくなっており、アイテムやSPさえ続けば継続して探索し続けることが可能。各ダンジョンは攻略後にも訪れることができ、その時は最深部に新たなシャドウボスが出現する。これを倒すことにより主人公のパラメーターが上昇したり、特別なアイテムを入手したりできる。また、今作はテレビの中ということもあり、シャドウやボス戦などの戦闘画面では背景にテレビのスタジオセットの骨組みのようなものがあったり、コマンド選択ではテレビの画面のような枠に黄色い抓みのようなものがあり、テレビを象徴させる仕組みになっている。ダンジョン探索中、メンバーと会話を行うこともできる（無印ではランダムだったが、『ゴールデン』からは任意のキャラクターと会話ができる）。
主人公の武器カテゴリの限定
主人公の装備できる武器が両手剣のみとなり、前作のように複数カテゴリの武器を使うことができなくなった。しかし今作では物理攻撃に副属性（斬 / 打 / 貫）の概念が存在しないため、実質的な制約はない（近接武器を使うキャラは攻撃を外すとダウン状態になってしまうことがある）。ただし、エンカウント時のアプローチは両手剣のアクションに限られている。
コマンド「防御」の追加
コマンドに新たに「防御」が加わった。防御の最中は、敵の攻撃によるダメージの軽減、弱点属性の攻撃を受けてもダウンしない、状態異常の追加効果を無効化などの効果があるが、一度ダメージを受けると解除される。そのため耐性が「無効」以上か状態異常付加スキルならば解除されない。
シャッフルタイムの仕様変更
シャッフルタイムのカードが「ペルソナカード」「アルカナカード」「ブランクカード」「ペナルティカード」の4種類に改められた。ペルソナカードは前作と同じ（そのペルソナを入手）だが、ブランクカードはメリット無し、ペナルティカードはその戦闘での獲得金や経験値が没収となるなど、リスク方向の振れ幅が拡大した。ただし、ブランクカードかペナルティカードを引いた際は、「ワンモアチャンス」と呼ばれる再チャレンジが発生する場合がある。
またシャッフルタイムにはルーレットを基本として、その他に神経衰弱式、絵合わせルーレット式など3タイプがある。
シャッフルタイム終了後、引いたカードが「ペルソナカード」もしくは「ブランクカード」であった場合、時おり「アルカナチャンス」と呼ばれる追加のチャレンジが発生する場合がある。「愚者」から「審判」までのいずれか一枚のタロットカードが現れて回転し、その止まり方によって、正位置（プラス効果）か逆位置（マイナス効果）のいずれかを被る。ただし、正位置でもプラス効果だけとは限らない（特に死神の場合、SPが全快する代わりにHPが1になる）。効果の具体的内容はアルカナごとに異なる。愚者は例外で愚者以外のアルカナの正位置/逆位置のいずれかに変化する。
『ゴールデン』では大幅に簡略化され、3 - 6枚表示されるペルソナまたはタロットカードを任意に選択する方式になった。ペルソナカードは大抵0 - 1枚で、他はアルカナごとに決められた「能力が1だけ上昇」「経験値や資金の増加」「ペルソナのレベルアップ」といったメリット型と「経験値や資金の減少」「配布カードの消滅」といったデメリット型、「カード1枚がアルカナカードに変更」「カードが全て変更」などの手札変更型、「シャッフルタイムの強制終了」「何もなし」という特殊型が存在する。デメリット型は単純にデメリットだけでなく、引けるカード枚数が増加するというメリットもある（むしろ、特殊型がデメリットしかない）。配布されたカードを全て取得すると、次回の戦闘後に確実にシャッフルタイムが発生し、引ける枚数が3枚になるというメリットが発生するので、後のことを考えてデメリット型を狙うのも手。
ミックスレイドの廃止
前作で、特定のペルソナを複数所持している場合に発動できた特殊召喚技「ミックスレイド」は、所持ペルソナや戦略が限定されてしまうために廃止された。
パーティーメンバーに関する仕様変更
前作では主人公以外のキャラクターは完全AI動作だったが、今作ではプレイヤーが行動を指示するか、AIに任せるかを自由に選択できるようになった。
また、パーティーメンバーが各自のコミュレベルの上昇と連動し「追撃」「ダウンした仲間を起こす」「主人公を庇う（庇って受けたダメージはどんなに喰らってもHP1で耐える）」「食いしばる（HPが0になるダメージを受けても1度だけHP1で踏みとどまる）」などの特殊行動を習得するようになった。また、AI自体も改善されており、より的確な行動を取ってくれるようになった。
シャドウとのバトル関連
全体攻撃を当てた場合の仕様が前作と異なり、今作ではどれか1体（1人）の弱点を突くもしくはクリティカルを出すと、敵味方問わずワンモアチャンスが起こる。また、前作と違いダウンした際は直後の自分のターンで起きあがってすぐに行動できる。
今作の状態異常は、前作から悩殺、氷結、感電、動揺が無くなり、新たに1ターン動けなくなる（ダウン時の際、弱点属性を突かれると必ず、通常攻撃では50％の確率で発生）気絶、一定ターンペルソナのステータスが半減しペルソナが発動失敗するようになる老化、一定ターン行動するたびにSPが減る衰弱、スキルが使えない魔封、そして"混乱"の効果に"味方攻撃"と"お金ばらまき"が加わった。
ペルソナのスキル関連
今作から新たな技、補助魔法が登場し、ほかの技も消費スキル（SP）が変更され前作よりSP消費が上がった技、下がった技があり考えてバトルをしないとSPが無くなりやすい。かわりにSP回復手段が増えており、アイテムの他に狐の薬草やアルカナチャンス「審判」「死神」の効果によって回復することも可能。『ゴールデン』のシャッフルタイムでは｢ワンド｣のみ。

### 推理とエンディングの分岐
本作は『女神転生』シリーズの流れを汲む作品の中にあって、特に推理ゲームとしての要素が色濃い作品となっており、物語の終盤では事件の犯人を推理して言い当てるという展開も用意されている。エンディングは事件の真相にどれだけ迫れたかによって分岐し、誤った犯人を言い当ててしまったり、偽りの真相に満足してしまうと、根本的な問題が解決されず、黒幕との対決を経ない形のエンディングを迎えることになる。
『ペルソナ4 ザ・ゴールデン』では、コミュの追加に伴い、該当キャラクターによる新たな分岐が追加されている（専用ムービーあり）。

## ストーリー
ここでは、『ペルソナ4 ザ・ゴールデン』のあらすじを記載する。本作には、バッドエンドも含めて「8つのマルチエンディング」が存在するが、ここでは真エンディングのルートを記述するものとし、その他の分岐については脚注にて説明を行う。
プロローグ
2011年4月11日。両親の海外出張で日本に残された主人公の少年は、1年間だけ寂れた地方都市の稲羽市にある、母方の叔父である捜査課の刑事・堂島 遼太郎とその娘・菜々子の家に居候することになった。
彼が転入した高校では「雨の日の深夜0時、一人で消えたテレビを見つめると『自分の運命の人』が見える」というマヨナカテレビの噂が流れていた。その噂を確かめようとした主人公は、大手スーパー「ジュネス」の店長の息子・花村 陽介、カンフー映画が趣味のクラスメイト・里中 千枝らと共に、偶然にテレビの中にある異世界に迷い込んでしまう。
そこで「町で発生している連続殺人事件と、マヨナカテレビには関連がある」と睨んだ主人公たちは、異世界を探る中でシャドウと呼ばれる怪物に襲われ、日常の裏にある世界の闇を垣間見ることになる。シャドウとの対峙を経て、心の奥に潜む「もう一人の自分」を使役するペルソナ能力を発現させた彼らは、事件や異世界に隠された真実を追うべく、自称特別捜査隊を結成することになる。
主人公は表向きはごく普通の高校生として、学業や部活やアルバイトに励みながら、学校や町の人々と交流を重ねていき、仲間と共にシャドウが徘徊する異世界で戦い、事件に巻き込まれた人々を助け、事件の解決のために奔走していく。
1学期
実家の旅館で女将修行をしているクラスメイト・天城 雪子、地元では有名な不良で手芸が趣味の後輩・巽 完二、休業して地元に帰ってきた元人気アイドル・久慈川 りせらが連続殺人事件の被害者と同じく失踪し、主人公たちはテレビの中に入り、暴走状態となった3人の“影”を倒して、現実世界へと連れ戻す。3人によると「何者かによって拉致された」らしいが、記憶が定かではなく、犯人を探すために3人は特別捜査隊へと参加する。
さらに、それまで後方支援として協力していた異世界の住人であるクマも、ペルソナ能力を発現して特別捜査隊へと参加することになる。また、人間の姿を獲得して現実世界に出てきたクマは「熊田」という偽名でジュネスでアルバイトをしながら、陽介の家に居候することになった。
そんな中、主人公たちの担任であるモロキンが殺害され、連続殺人事件の3人目の被害者となってしまう。それまで「町に居る女性」「1件目の被害者の関係者」「テレビに出演した人が被害者になる」と推理していた主人公たちであったが、1件目の被害者とは関係なく、テレビに出演していないモロキンが被害者になったことで、捜査はフリダシに戻ってしまう。
その後、警察によって容疑者とされた久保 美津雄という他校の生徒が、マヨナカテレビに映る。久保の心が反映されたゲームの世界に侵入した特別捜査隊は久保と対峙し、「自分がこれまでの3件の連続殺人犯である」という自白を得て、現実世界で警察に引き渡す。
2学期
夏休みには海水浴や夏祭り、アルバイトや花火大会などを楽しみ、1年2年合同の修学旅行をにぎやかに過ごした仲間達だったが、2学期から転校してきた少年探偵・白鐘 直斗がマヨナカテレビに映り、解決したと思っていた連続殺人事件がまだ終わっていないことを知る。誘拐された際に意識があった直斗によると、真犯人は「男性の単独犯」であり、久保は「モロキン殺し」のみを行った模倣犯だと推理し、特別捜査隊に参加することになる。
11月に入り、真犯人からと見られる脅迫状が届き、菜々子が誘拐されてしまう。最初の被害者になった女性アナウンサーとの不倫関係が暴露されたことで失職した元市議会議員秘書で、現在は運送業をしている生田目 太郎が、主人公たちの推理によって浮かびあがる。宅配トラックに載せた大型テレビを使って、被害者たちを異世界へと送り込んでいたのだった。
異世界でクニノサギリへと変貌した生田目を倒して菜々子を助け出したものの、菜々子は衰弱し入院してしまう。12月3日、菜々子が心肺停止で亡くなり、憤った主人公たちは病室に拘留されている生田目を、テレビの中に入れて葬るかどうかの選択を迫られる。激しい葛藤の末に、復讐を思いとどまった主人公たちが菜々子の病室に戻ると、奇跡的に菜々子は息を吹き返していた。
さらに推理を重ねた結果、脅迫状の文面から連続殺人を行っていたのは生田目ではなく、最初の2人を殺した真犯人が別にいることが判明する。真犯人は主人公たちの存在や、主人公が堂島の自宅に住んでいることを知っており、不審な行動を取っても怪しまれない人物ではないかと考え、堂島の部下である足立 透が容疑者として浮かびあがる。足立は山野アナの身辺警護をしており、これまで主人公たちに警察の内部情報を伝えてきたことから、容疑が深まっていく。問い詰められた足立は「生田目が（テレビの中に）入れたに決まってる」と言い放ち、手口を知っていたことを自白してしまう。追いつめられた足立は異世界へと逃亡する。異世界の深部へと向かった主人公たちは足立を倒すが、「人の望みを叶える」という霧を統べしもの・アメノサギリが足立の身体を乗っ取り、現実世界を霧で侵食しようとしていた。主人公たちは戦いを挑み、これに打ち勝って町の霧を晴らすことに成功する。足立は警察に逮捕され、連続殺人事件は解決する。
3学期
堂島と菜々子が一時退院し、仲間たちと共に穏やかな正月を過ごす。しかし、1月2日にベルベットルームに訪れた際にマリーが失踪したことを伝えられ、主人公はマーガレットにマリーの行方を探すことを依頼する。
2月中旬、仲間たちと共にスキー旅行に行った際に、マーガレットにより、異世界にある虚ろの森へと引き込まれる。マリーは自らの意思で、主人公に別れを告げて虚ろの森に引きこもり、自らの存在を消して主人公たちの記憶からも消え去ろうとしていた。
マリーを連れ戻すべく再び異世界へと飛び込んだ主人公たちは、マリーから自身の正体が「2つのサギリによって人間の願いを知るために派遣された存在『クスミノオオカミ』であり、無自覚のまま現実世界の情報をサギリたちに送っていたスパイ」である事を聞かされる。
そして、クスノオオカミの本当の役割とは、サギリたちが生み出した霧を取り込み、「人の望みに応えて霧を制御すること」であるという。霧が晴れる際には自らにその全てを取り込んで共に消滅する役目を持ち、そうしなければ現実世界は消滅するという。主人公たちは霧と一体化したクスミノオオカミと戦い、マリーを無事に連れ戻す。
ラスト
主人公が地元に帰る前日の3月20日、絆を深めた人たちに挨拶まわりをした後でジュネスに集まった仲間達は、拘置所にいる足立からの手紙を発端に、「主人公・足立・生田目の3人だけが、なぜペルソナ能力を発現する前に異世界に入ることが出来たのか？」という謎を追求することになる。
やがて、最初に町に来た際に立ち寄ったガソリンスタンドの店員こそが、主人公・足立・生田目の3人に「挨拶の握手」をしてキッカケを与え、異世界に入る力を与えたことが判明する。マリーやサギリたちを使い、両方の世界を霧で満たそうとしていた本当の黒幕は、かつてのマリーの半身であるイザナミであった。
最後の決戦の地である黄泉比良坂へと突入した主人公たちは、「見晴らしの珠」によってイザナミの真の姿である伊耶那美大神を引きずり出す。伊耶那美大神によって虚無に落とされた主人公は、そこで絆を深めた人々からの激励を受け、自身が最初に発現したペルソナであるイザナギを伊邪那岐大神へと転生させ、伊耶那美大神を撃破して遂に全ての霧を晴らしたのだった。
翌日、仲間たちの見送りを受けた主人公は列車に揺られ、思い出にふけながら稲羽市を去るところで、物語はいったん終わりを告げる。
エピローグ
夏休みになり、主人公は5月の連休に続いて、再び稲羽市を訪れる。嫌疑不十分で釈放された生田目は市議になろうと駅前で演説を行い、商店街の人々はジュネスと協力して町を盛り上げようとしていた。仲間たちはそれぞれ服装や髪型が変わり、菜々子はピアノを習い始め、堂島は亡き妻を轢き逃げした犯人の情報を掴んだことを報告する。
足立は起訴され、公判の日取りが決まり、面会した堂島によると勾留中の態度は模範的だという。マリーは久須美 鞠子という名前で、気象予報士としてテレビに出演していた。堂島宅で食卓を囲み、皆から「おかえり！」と告げられたところで、物語は幕を閉じる。

## 登場人物
声はゲーム版・アニメ版のキャスト。演は舞台版のキャスト。

### 自称特別捜査隊
普段は裸眼だが、冒険中は霧で覆われた異世界を見通すため、クマが用意したメガネを着用する。
『ペルソナ4 ザ・ゴールデン』の追加シナリオにおいて、一部のキャラクターは本編（『P4U』なども含む）から著しく外見が変化する。
主人公
声 - 浪川大輔
演 - 馬場徹
アルカナ - 愚者（ワイルド）
ペルソナ - イザナギ（付け替え可）→ 伊邪那岐大神
武器 - 両手剣（ゴルフクラブや長剣、日本刀など両手で持つ竿状物）
男性 / 生年月日 - 1994年 / 星座 - 不明 / 身長 - 不明 / 体重 - 不明 / 血液型 - 不明
本作の主人公。八十神高校に転入してきた高校2年生の少年。周囲が認めるリーダーシップとカリスマ性の持ち主。
両親が海外に出張するため、1年間、母方の叔父である遼太郎の住む稲羽市八十稲羽に越してきた。引越し早々発生した連続殺人事件に身近な人達が巻き込まれることを防ぐために特別捜査隊の仲間たちと共に真実を追い求めていく。
自分の“影”との対峙を経ずにペルソナを覚醒させた。ベルベットルームへの入室を許されているワイルドのペルソナ使いであり、これによってアルカナを問わず様々なペルソナを付け替えることができる。
ペルソナのイザナギのデザインが学ランを着たステレオタイプの番長であること、女装コンテストで竹刀を持ったスケバンの格好をしており、メイクアップおよび服装選択を行った雪子も後日「小道具を竹刀ではなくヨーヨーにするべきだったか」と『スケバン刑事』をモデルしていたことを話している。
『ゴールデン』のコンサートシーンではベースを奏す。
瀬多 総司（せた そうじ）
漫画版において人物造形された主人公。予想の上を行く出来事には戸惑いを隠せないなど基本的に常識人よりになっている。
陽介が自身の影を前に絶望しかけた所を殴りつけて立ち直らせたり、生徒をぞんざいに扱う諸岡の態度に不快感を抱きつつも無闇に表面へ出さないなど、厳しくも冷静な一面が強調されている。
一方で転校を繰り返している生活から孤独感を感じつつも「（家庭の事情だから）仕方がない」と感情を押し殺していた節があり、りせの影に引きずり出されたことで精神的窮地に陥ったこともある。たまに前述のような責任感と勢いに乗ってズレた行動を取るなど天然ボケの気質がある。
鳴上 悠（なるかみ ゆう）
声 - 浪川大輔
テレビアニメ版において人物造形された主人公。原作のイメージを踏襲した、基本的には冷静沈着で口数が少なく、積極的に前に出ることのない性格。
話が進むにつれて交友関係が広がり、ボケをかましたり、逆に鋭い突っ込みを入れるユーモア溢れる一面を見せていくようになる。本編でのネタ選択肢も躊躇なく発する。基本的に年上はさん付け、同年代は名字、年下は名前で呼ぶが、陽介のみ美津雄戦後半から友情をこめて「陽介」と下の名前で呼んでいる。
ゲームでの地の文で時折表示された「そっとしておこう」という言い回しを度々口にし、またアニメ版独自の口癖として、格好良い事柄に対し「ハイカラ」という褒め言葉を頻用する。
特捜隊のリーダーとして活動する裏で、自分は「からっぽ」な存在で、仲間たちとの絆も中身のない表面的なものに過ぎないのではないか、という不安を抱えており、そこを美津雄の影に揺さぶられたこともあった。菜々子への愛情の強さもクローズアップされており、菜々子が拉致された時は冷静さを失い、彼女が心停止に陥った際には犯人への強い怒りや、涙を流すほどの悲しみなどの激情を露わにした。
第26話および劇場公開のテレビアニメ特別版では、イザナミの策謀でゲーム版では登場しなかった彼の「影」が登場した（上記のように第12話では「からっぽ」と付け込まれたことで登場しかけた描写がある）。仲間を失い、また孤独に戻る事への恐れから「閉ざされた時間の中で幸せだった時を永遠に繰り返したい」という願望を象徴する存在であり、打ちのめされた鳴上をループする3月20日に囚えた。しかし、マーガレットとの戦いで人々との絆を知って再起し、影としての自分の一面を自覚した鳴上によって暴走させることなく収められ、イザナギとして再び発現した。
鳴上悠が使用したペルソナ一覧
イザナギ（愚者）
最初に覚醒したペルソナ。物理攻撃と雷撃の属性攻撃を操り、闇属性の攻撃を受けない特性を持つ。
アニメ版では主力ペルソナとして全編を通して活躍し、クマの影や美津雄の影にとどめを刺したり足立戦では一騎打ちの末にマガツイザナギを倒している。基本的にはイザナギで戦い、必要に応じて他のペルソナにチェンジする形となっている。
ジャックランタン（魔術師）
千枝の影との戦いから登場。火炎属性の攻撃ができ、また火炎属性の攻撃を吸収できる。ジライヤとの連携攻撃で千枝の影を倒した。
アラミタマ（戦車）
雪子の影との戦いから登場。物理攻撃に耐性を持つ。
ラクシャーサ（剛毅）
完二の影との戦いから登場。物理攻撃が可能なタイプ。
ヤマタノオロチ（月）
完二の影との戦いの最中に、シングルスプレッド（二身合体）によって登場。雷撃と氷結の属性攻撃を受け付けず、氷結属性の攻撃が可能。
マカミ（刑死者）
美津雄の影との戦いから登場。火炎属性の攻撃ができ、疾風属性の攻撃に耐性を持つ。
キングフロスト（皇帝）
美津雄の影との戦いで登場。氷結属性の攻撃を得意とする。
ハイピクシー（女教皇）
美津雄の影との戦いで登場。雷撃属性の攻撃が可能。
リャナンシー（恋愛）
美津雄の影との戦いで登場。シャドウを混乱させた。
ゲンブ（節制）
直斗の影が作りだしたダンジョンで登場。シャドウの群れに氷結属性の攻撃をした。
アラハバキ（隠者）
直斗の影との戦いから登場。物理攻撃タイプであり、物理攻撃を反射するという相反した特性を持つ。
また、アニメ版では疾風属性に対する反射をしたような描写がある。
アバドン（塔）
直斗の影との戦いで登場。火炎属性を受けず、物理技の「アローシャワー」で攻撃する。
モト（死神）
直斗の影との戦いで登場。雷撃属性を受けず、死神故に闇属性の即死攻撃が可能。
ベルゼブブ（悪魔）
直斗の影との戦いにおいてヒランヤスプレッド（六身合体）によって登場した、非常に強大なペルソナ。
氷結属性の攻撃に加えて、万能属性の「メギドラオン」の威力はダンジョンを消し飛ばすほどで、直斗の影をラボごと撃破した。
しかし、クニノサギリ戦では操られて味方に襲い掛かってしまい、最後はトモエとタケミカヅチに撃破された。
サトゥルヌス（星）
クニノサギリとの戦いで登場。火炎属性の攻撃を吸収し、火炎属性の攻撃が可能。
アトロポス（運命）
クニノサギリとの戦いで登場。疾風属性の攻撃を可能とする。
しかし、クニノサギリに操られて仲間達を攻撃してしまう。
タムリン（太陽）
クニノサギリとの戦いで登場。雷撃属性の攻撃が可能だが、劇中ではクニノサギリに操られる。
コウリュウ（法王）
クニノサギリとの戦いでクロススプレッド（四身合体）によって登場。
堂島との絆が発現させたものであり、その姿を見た菜々子も父の存在を感じていた。雷撃属性を操り、傷を癒したり状態異常を回復する能力を持つ。
クニノサギリに操られた仲間達のペルソナに一斉攻撃を受けてもビクともせず、仲間達をクニノサギリの支配から解放した。
なお、『ザ・ゴールデン』7話でも登場している。
スラオシャ（正義）
クニノサギリとの戦いの後に登場。菜々子との絆によって発現し、光属性の即死攻撃（ゲームにおけるマハンマオン）でシャドウの群れを消滅させた。
コウリュウ同様に『ザ・ゴールデン』7話でも登場。
イシス（女帝）
マガツイザナギとの戦いの後に登場。攻撃系ではなく、傷を癒す能力を持つ。
ルシファー（審判）
アメノサギリとの戦いの大詰めにヒランヤスプレッドによって登場。
進化した仲間達のペルソナから援護を受け、アメノサギリを倒した。
スパルナ（太陽）
26話のマーガレット戦で登場。疾風属性の攻撃を受けない。
伊邪那岐大神（世界）
鳴上悠の意志が人の総意を越えた時、イザナギが転生した姿。
「幾万の真言」で、伊邪那美大神を倒した。
マダ（魔術師）
『ザ・ゴールデン』7話の足立戦で登場。
フツヌシ（戦車）
『ザ・ゴールデン』7話の足立戦で登場。
スカアハ（女教皇）
『ザ・ゴールデン』7話の足立戦で登場。
オーディン（皇帝）
『ザ・ゴールデン』7話の足立戦で登場。
イシュタル（恋愛）
『ザ・ゴールデン』7話の足立戦で登場。
ノルン（運命）
『ザ・ゴールデン』7話の足立戦で登場。
ルシフェル（星）
『ザ・ゴールデン』7話の足立戦で登場。
マガツイザナギ（道化師）
『ザ・ゴールデン』の足立戦後に受け継ぎ、アメノサギリを倒す。
カグヤ（永劫）
『ザ・ゴールデン』の伊邪那美大神戦で登場。同作では伊邪那岐大神が敗北する展開となり、カグヤによってマリーがイザナミを受け入れる事で戦いに決着を付けた。

花村 陽介（はなむら ようすけ）
声 - 森久保祥太郎
演 - 前山剛久
アルカナ - 魔術師
ペルソナ - ジライヤ → スサノオ → タケハヤスサノオ
武器 - 二刀流（レンチや小刀を用いた）
男性 / 生年月日- 1994年6月22日 / 星座 - 蟹座 / 身長 - 175cm / 体重 - 58kg / 血液型 - A型
主人公のクラスメート。市内にあるデパート「ジュネス八十稲羽店」店長の息子。半年前に父親の転勤の事情で家族共々八十稲羽へ引っ越してきたらしく、元々は都会育ちの少年。
陽気で社交性もあるムードメーカー。誰にでも分け隔てなく接する面倒見の良い性格。作中でも「爽やかイケメン」と評されるほどの美男子ではあるのだが、下ネタや遠慮のない物言いが災いして「口を開けばガッカリ王子」と揶揄されることも少なくなく、女子にもモテてはいない。しかし曲者揃いの特別捜査隊においては常識人であり、メンバーのツッコミ役を主に務める。いつもヘッドフォンを首から下げている。愛用の自転車が大破したことをきっかけにバイクの購入を目標にしているものの、後に居候となるクマの世話をはじめとして出費がかさみ、なかなか上手くいっていない。『ゴールデン』では原付を手に入れることができたが、大谷花子により一度無残に破壊された。
ジュネスでアルバイトをしていた早紀に想いを寄せており、彼女が連続殺人事件に犠牲者になったことや自らの影と対峙してペルソナを得たことから、主人公とともに特別捜査隊を結成し、事件解決に乗り出した。勉強は決して得意ではないが推理には積極的に参加し、自分なりの見解で一歩一歩真相に近付いていく。リーダーである主人公に対する「参謀」を自称し、彼のサポートに徹する。主人公のことを「相棒」と呼び、「行くぜ、相棒！」と号令を掛けるのがお決まりであり、ゲーム中では総攻撃時の掛け声に用いられるなど、戦闘時の台詞として何度も聞くことになるため、プレイヤーの間では陽介の決め台詞として人気がある。陽介役を演じた森久保祥太郎はゲームの収録時にはそれほど印象的な台詞ではなかったと振り返りつつも、評判になったことは知っているとした。
アニメ版においては、美津雄の影との戦いで精神攻撃から鳴上（主人公）を救い出して以降、本物の友情の証としてお互いを下の名前で呼び始め、彼に対する呼称を「鳴上」から「悠」に改める。菜々子の死（心停止）に嗚咽を漏らす鳴上に胸を貸したり、アメノサギリに捕らわれた鳴上をスサノオで助け出したりと、その後も彼との友情の強さがクローズアップされた。
追撃は敵一体にダメージを与えダウンさせることもできる。ペルソナのステータスはバランス良く伸び、転生すると弱点が消えてさらに扱いやすくなる。スキルは疾風属性や物理攻撃、回復に補助と様々な特技を覚えるため、全体的にバランスがいい。
なお、『ゴールデン』のコンサートシーンではギターを演奏している。
陽介の影
陽介が「異様な商店街」に残留していた早紀の負の感情に触れたことで出現したシャドウ。
陽介の心の中にある「田舎暮らしに対する退屈」と「周囲の状況に振り回される苦悩」から生じた存在である。本人と違い、攻撃的な性格をしている。
暴走後は、巨大なカエルの下半身を持った異形の姿に変貌している。

 里中 千枝（さとなか ちえ）
声 - 堀江由衣
演 - 佃井皆美
アルカナ - 戦車
ペルソナ - トモエ → スズカゴンゲン → ハラエドノオオカミ
武器 - 履物
女性 / 生年月日 - 1994年7月30日 / 星座 - 獅子座 / 身長 - 158cm / 体重 - 不明 / 血液型 - B型
八十神高校では主人公の隣の席に座る元気な少女。マヨナカテレビの噂を主人公たちに教えた人物でもある。
カンフー映画の大ファンで、戦闘中にはブルース・リーの言葉を引用したり、日頃から鍛錬を欠かさず、身軽な身体から実践的な足技を繰り出すようになるほどの筋金入り。そのため、過去に果たし状を貰ったことがあり、その相手（男子）を打ち負かしてしまうなど腕っ節も相当のものとなっている。
雪子とは幼い頃からの親友同士で、天然ボケな彼女のフォローも務める。緑のジャージを愛用。『ゴールデン』では服を選ぶ際も緑絡みのものを本能的にチョイスしてきた。元は雪子が拾った「ムク」という犬（雪子には「チョーソカベ」と呼ばれている）を飼っている。
社交的で行動力があるため男友達も多いが、男勝りで野生的な性格からあまり女扱いされない。それ故に自らの影との対峙では、雪子に対して劣等感や一種の妬みを抱いていたことや、雪子から頼られることで優越感を抱き、自尊心を保っていたことを影に暴露された。実際は彼女に好意を抱く者も多いのだが、自らのコンプレックスから、自分といっしょにいる雪子への反応だろうと千枝自身が思い込み、気づかないでいる。
陽介とはいい喧嘩友達だが、それ以上ではないらしく、りせに「付き合っちゃえば？」と言われた際は「無理」と即答しており、完二に尾行に気付かれた際にも陽介が「通りすがりのバカップル」と誤魔化そうするや否や全力で否定している。
『色気より食い気』を地で行き、作る弁当は肉料理ばかりである。好きなお菓子は「肉ガム」というほど肉類が好物であるほか、緑のたぬきがお気に入り。もっとも料理の腕は雪子と同等レベルの壊滅的っぷりである。
しかし、実は雷・虫・幽霊が大の苦手であったり、水着を披露した際には赤面したりと、内心は誰よりも女性的で、幼馴染をカツアゲグループから守ろうとするなど正義感の強い一面もある。勉強は苦手で、特捜隊の推理にも積極的に参加することはないが、大胆な思考に加え鋭い直感力の持ち主でもあり、何気ない一言が物事をいい方向に導くことがある。実は特捜隊では陽介に並ぶ常識人であり、雪子は天然ボケ、りせは恋愛事に関して空気を読まない事から、女子側のツッコミ役に回る事も少なくない。
戦闘では得意の足技を駆使し、足に着ける具足が武器となる。ペルソナはクマと同じく氷結属性を扱うが高威力のものは習得せず、物理属性のスキルを主に習得する。補助技も攻撃力を高めるもの。また、仲間キャラクターの中で唯一追撃が即死効果を持つ。この即死効果は物理属性のため、光や闇に耐性を持つ中ボスにも有効である。『ゴールデン』では、即死効果はなくなるがボスにも発動するようになった。
なお、『ゴールデン』のコンサートシーンではトランペットを演奏している。
終盤では警察官になるという夢を目指して進路を固めていており、『P4U』でその進路に進むための勉強を始めていた。
千枝の影
千枝が「雪子姫の城」に木霊する雪子の心の声を聴いたことで出現したシャドウ。
自分より女らしさに優れていると感じている雪子への劣等感と彼女から頼られていることからくる優越感から生じたもので、他人を見下したような態度を見せる。
暴走後は、数人の女子生徒を模したオブジェに支えられた女王のような姿に変貌した。

 天城 雪子（あまぎ ゆきこ）
声 - 小清水亜美
演 - 吉木りさ→杉本有美
アルカナ - 女教皇
ペルソナ - コノハナサクヤ → アマテラス → スメオオミカミ
武器 - 扇
女性 / 生年月日 - 1994年12月8日 / 星座 - 射手座 / 身長 - 164cm / 体重 - 不明 / 血液型 - O型
主人公のクラスメートで千枝の親友。全国的に有名な老舗高級旅館「天城屋旅館」の一人娘で、次期女将でもある。
千枝から「似合う」と言われた赤色の衣装を好み、作中ではカチューシャやカーディガンなどを愛用している。また、『ゴールデン』では服を選ぶ際も赤絡みのものを本能的にチョイスしてきた。
旅館の跡取りという縛られた人生に息苦しさを感じており、周囲の期待を振り切る勇気が無い自分に代わって誰かに連れ出してほしいという他力本願な願望に陥っていた。また、かつて飼っていた鳥に自分の境遇を重ねていたものの、ふとした不注意で飛び去られてしまったという過去が語られていた。事件に巻き込まれたことで自らの影と対峙し、ペルソナ能力に目覚めたことで、特別捜査隊に加入する。
実は美貌の持ち主で、学内外を問わず男性から高い支持を得ている。はっきりものを言うタイプだが実際はかなりのマイペースかつ天然ボケで、たまに周囲の話を全く聞いていなかったり、気心知れた仲間の前では特段面白くもないことで笑いのツボにはまり、突然笑い出すこともある。男性からのアプローチをそうと気づかず全て袖にしているため、八十神高校の男子内では彼女を口説き落とそうとすることは「天城越え」と呼ばれている。怪談をすることになった際は喜々として語りだし、逆に他人の怖話を聞いた時は怖がるどころか楽しんでいた。捜査本部では陽介や直斗と共に、論理的な推理や思考を働かせ、鋭い指摘や洞察力を見せる。
学業成績は常にトップクラスだが、料理の腕は材料選びの時点から周囲を不安がらせるほど酷い有様である。赤いきつねを好むなど、おあげが好物であることがうかがえる。
戦闘では扇を投擲する。飛び道具なので外してもダウンしない。魔力が高く、火炎属性と回復スキルを覚えるが、本体ともども物理属性は不得手であり一切習得しない。また、ペルソナが進化しても弱点は消えないが、『ゴールデン』では直斗以外全員弱点が消えなくなったのでクマとともに固有の欠点というわけではなくなった。
なお、『ペルソナ3 ポータブル』の女性主人公編に中学生時代の姿でゲスト出演している他、『ゴールデン』のコンサートシーンではサクソフォーンを演奏している。
雪子の影
雪子がテレビに入れられたことで姿を現したシャドウ。
縛られた人生から自分で抜け出せない苦しさと他の誰かに連れ出してほしいという逃避願望を反映し、おとぎ話のお姫様のような豪華なドレスに身を包んでいる。本物と違って何故か常時テンションが高く、お姫様が反映されているためか非常にワガママな性格をしている。
暴走後は、シャンデリアなどで過剰に装飾された籠の中に囚われた人面鳥の姿に変貌する（ただし、鍵は開いている）。アニメ版ではその籠の中に雪子を閉じ込めていた。

巽 完二（たつみ かんじ）
声 - 関智一
演 - 近江陽一郎
アルカナ - 皇帝
ペルソナ - タケミカヅチ → ロクテンマオウ → タケジザイテン
武器 - 鈍器（パイプ椅子や盾など板状物）
男性 / 生年月日 - 1996年1月19日 / 星座 - 山羊座 / 身長 - 183cm / 体重 - 65kg / 血液型 - A型
主人公の一つ後輩にあたる高校生。老舗の染物屋「巽屋」の一人息子で、中学時代に一人で暴走族を潰したと噂されるほど札付きの不良。
脱色した髪をオールバックにし、鋭い目付きが特徴。ドクロ柄の衣装を好み、学生服の上着は常に肩から羽織るスタイルを貫く。その強面と経歴故に周囲から恐れられているが、根は素直かつ純真で、年上を敬う律儀で義理堅い性格の持ち主。普段は主人公達に敬語を使うが、怒ったり感情が昂るとタメ口で暴言を吐く。
出席日数はギリギリで、頭はそれほど良くなく、興味のない事柄にも執着しないが、人を見る目はある。推理に貢献する事は多くはないが、持ち前の熱さと義理人情で何度も仲間達を勇気付けている。また後述の趣味をはじめ手先は器用で、体格や体力もずば抜けているため実技科目は得意。小西尚紀や天城雪子とは幼少の頃から親交がある。
未亡人である母親（声 - 逢川亮子）を口では「ババア」と罵りながらも大切にしており、前述の暴走族騒ぎも騒音で母親が眠れないといった理由から来たものだったが、結果として母親が頭を下げることになった行動の無責任さを堂島に咎められていた（なお、『ゴールデン』では暴走族を自転車で追いかけたことが明かされた）。『ゴールデン』劇中においても誕生日が遅いため免許が取れないことから、特捜隊のメンバーで唯一バイクではなく自転車に乗る。
家業の影響を受けて裁縫と手芸が趣味で、趣味が講じて自作した縫い物には商品価値がつくほどのハイレベル。また、凝り症らしく編みぐるみを作った際は色々と細かいオプションがつけられていた。器用さからか料理も昔から得意で、小学生時代に尚紀へ自作のコロッケを振舞ったら、出来が良すぎたことから完二の母が作ったものだと長年思い込まれていた。動物や可愛いものが好みという外見と相反した趣味嗜好の持ち主。しかし小学生時代に趣味を否定されたことから、人と距離を置くようになり、影が発現する要因となった。
マヨナカテレビの事件のせいで同性愛者疑惑を持たれていたが、実際に女性への免疫が無く、女性陣の水着姿を見て鼻血を流していたり、男性として振る舞っていた女性である直斗に想いを寄せている（直斗が女だと発覚する以前から一目惚れで気になっており、そのことが完二当人においても疑念となっていた）。一方、りせの事はあまり異性として見ていないのか、彼女に対してだけは狼狽えたり鼻血を流す事もない（ミスコンの水着審査でも、りせに対しては全く関心が無かった）。
物理属性と雷撃属性のスキルを多く習得し、力と耐のパラメータにおいて千枝を上回るパワーファイター。しかし速の値が低いために命中率にやや難がある。
なお、『ゴールデン』のコンサートシーンではドラムを叩いている他、夏のエピローグで髪型を変化させて金髪から黒髪に戻し七三分けにした。
完二の影
完二がテレビに入れられたことで姿を現したシャドウ。
赤ら顔でふんどし一丁のほぼ全裸というシャドウの中でも元から衝撃的な姿をしている。
上記のシャドウとなった理由は小学生時代の経験から来る内面と外面の不一致に対する悩みと女性への苦手意識に加え、さらに「男」を装っていた直斗を意識してしまったことで自身に同性愛者疑惑を持ち始めてしまった結果で、シャドウの見た目も性格も作中屈指のキワモノと化した。
暴走後はマッチョな巨体から無数の真紅のバラで彩った全裸の上半身が生えた姿に変貌。取り巻きとして「ナイスガイ」、「タフガイ」という二体のマッチョ姿のシャドウを従え、両腕には「♂」を模した巨大な金輪を持っている。
アニメ版では鳴上のヤマタノオロチの攻撃を受けて弱った所を完二自身に殴り倒され、発現させた本人に倒された唯一のシャドウとなった。

 久慈川 りせ（くじかわ りせ）
声 - 釘宮理恵
演 - 釘宮理恵→鈴木友梨耶
アルカナ - 恋愛
ペルソナ - ヒミコ → カンゼオン → コウゼオン
武器 - なし
女性 / 生年月日 - 1995年6月1日 / 星座 - 双子座 / 身長 - 155cm / 体重 - 41kg / 血液型 - AB型
主人公の一つ下の後輩の女生徒。短期間で準トップまで上り詰めたジュニアアイドルで、愛称は「りせちー」。
実家は稲羽市の商店街にある「丸久豆腐店」で、ツーサイドアップの髪型が特徴のスレンダーな美少女。突然芸能活動を停止し、父方の実家がある稲羽市に引っ越してきた。
明るく無邪気で人懐っこい性格の持ち主。非常に涙もろく（嘘泣きの場合もある）純真で他人の悲喜も敏感に察知する高い感受性と優しい心を持つ一方、デビュー前はイジメを受けた経験と、芸能界でただならぬ苦労をしてきており、どこかドライで落ち着いた発言をすることも。また「場の空気を読む力」に優れており、自然とその場、その人にあった発言や行動ができる。完二や直斗と違って先輩である主人公達とも対等な口を利く。推理にも積極的には参加しないが、その達観した視点で冷静な分析を行う事もある。本人曰く「暗記は得意」らしいが勉強は出来る方ではなく、夏休みには完二と共に補習を受けている。怪談は苦手。
人気が高まるにつれ、周りがちやほやしているのは「りせちー」としてキャラ付けされた自分であって本当の自分は誰も見ていない、という考えを持つようになり、その苦悩から逃れるために休業に至った末、影が発現する事になる。その為、当初はアイドルらしい華やかさの無い、大人しい少女として振舞っていた（アニメ版では豆腐屋での接客時は態度が悪かった）。
マヨナカテレビから救出されて以降、主人公に対して熱烈な好意を抱き、空気をあえて読まずに恋のアピールを行うためその点はやや危険視されている。ただし『ゴールデン』では同じく主人公へ好意を抱くマリーからは遠慮なく切り込まれ、修羅場を演じる一幕も。完二とは同年代という事もあって行動を共にする事も多く、互いに遠慮なく物を言える仲ではあるが彼を「バ完二」呼ばわりしたりと、捜査隊メンバーの中では彼に対して最も容赦が無い。
アニメ版では鳴上（主人公）の事を当初は「鳴上先輩」、テレビの中から救出されて以降は「悠先輩」と呼んでいる。また、アニメではテレビに入れられる前から主人公と個人的に関わりを持ち、携帯電話を拾ってもらったり河原で語らうシーンなどが追加されており、以降も主人公へのアピールがゲーム本編以上に猛烈になっている。
辛いものが好きなようで、また料理の腕は千枝や雪子に負けず劣らずの絶望的である模様。
なお、ドラマCDではチョコレートにハバネロとドリアンを入れようとまでしており、『ゴールデン』では実際に作って主人公に渡すイベントがある。
ペルソナは情報支援に特化した探索系能力の持ち主でダンジョン探索や戦闘におけるナビゲーションとしてパーティメンバーを支援して、戦闘開始時やターン移行時に留まらず、実況中継さながらの喋りを見せる。レベルやコミュランクの情報に応じて支援の能力が充実していき、戦闘を有利に進める大きな助けとなる。
また、ペルソナが手に持ったバイザーをかぶって情報を得ている模様。『ゴールデン』ではコミュランクが上がるたびに新しいスキルや能力を習得し、たまに総攻撃の威力を上昇させるなどの特殊効果を発現させる。
なお、『ゴールデン』のコンサートシーンではヴォーカリストの役割を演じ、バンドをフロントする。
また、『ペルソナ5』では数年経ったも芸能界で活躍しており、新作CDをリリースしている。
りせの影
りせがテレビに入れられたことで姿を現したシャドウ。
「本当の自分を見て欲しい」という願望が水着姿とストリップという過激な形で表現されることになった。アニメ版では、様々な衣装を纏った6人の分身と共に登場し、りせに「本当の自分とは一体どれのことか」と問いかけた。誘拐前にマヨナカテレビを見たりせ曰く「胸がある」らしい。
暴走後はサイケデリックな全裸姿に変貌。顔はアンテナで覆い隠されており、戦闘に際してはポールダンサーを装った姿となる。
主人公たちの能力を完全に解析してしまうため正攻法では倒せず、解析不能の存在であるクマの活躍によって撃退される。
また、アニメ版では表示される解析文はりせの口調そのままの可愛らしいものになっており、ヒミコに変化した後も同じだった。

クマ
声 - 山口勝平
演 - 山口勝平
アルカナ - 星
ペルソナ - キントキドウジ → カムイ → カムイモシリ
武器 - 爪（釘付の手袋など）
男性 / 生年月日 - 不明 / 星座 - 不明 / 身長 - 130cm（人間の姿 - 170cm） / 体重 - 不明（人間の姿 - 55kg） / 血液型 - 不明
テレビの中に住んでいた、生き物かどうかも定かでない謎の存在。
人間をテレビの中から外に還すことができる。テレビの中の世界の異変を解決するため主人公たちに協力し、その中で「自分は何者なのか」という疑問を持ち始める。
一人称は「クマ」か「ボク」で、語尾にも「クマ」が付く。非常にマイペースで天真爛漫な性格で、天性のお調子者。人懐っこく女好き。主人公の能力や器の大きさを尊敬し「センセイ」と呼ぶ。精神年齢が近い菜々子と非常に仲がよく、結果としてこのことがクマ自身や菜々子の命運を左右するまでにいたった。雪子と菜々子には「クマさん」、千枝と直斗には「クマ君」と呼ばれ、陽介からはたまに「クマ吉」と呼ばれる。
つまらないダジャレや「寂しんボーイ」などという独特の言い回しが特徴。ぬいぐるみのような体の中身は空洞で、その正体はクマ自身にもわかっていない。しかし、ペルソナを得た後は実体を得て外の世界に飛び出し（元々出られたが、主人公達に会うまで出るという発想が無かった）、「熊田」と名乗って陽介の家に居候している。居候の身であるが彼や陽介との会話から、両親より実の息子同然に接してもらっている事がうかがえる。雪子の影との戦い以来逆ナンの意味を間違って覚えてしまい、以降は自分が女性をナンパする事を全て「逆ナン」と称している。
『ゴールデン』では堂島と菜々子が入院している間の主人公を心配して一時期は堂島家に身を置いている。実体化後は熊田の方が本体になったらしく、以降は本来のぬいぐるみの姿（本人曰く「クマ皮」）の方は着ぐるみとして纏うようになり、アニメ版ではジュネスに置き去りにされたり、主人公が着るシーンもあった。
その正体は、自我に目覚めたことで、他人に好かれるために自分の記憶を封印し、愛らしい外見を作り出したシャドウ。物語終盤で記憶を取り戻したことにより意気消沈し、特別捜査隊を去るものの、自分のことを本当の意味で必要としてくれる菜々子の存在や、主人公たちのフォローによって立ち直り、自分の正体と向き合った。
ただし、本来は自我を持たないシャドウが入れないはずのベルベットルームに一度入ることができていたため、シャドウであると同時にシャドウではない「何か」（突然変異的存在）でもある。
物語初期は「嗅覚」によってパーティのナビゲーションを務めるものの次第に弱体化、ペルソナ能力に目覚めた後はその役目をりせに託し戦闘に参加する。氷結属性スキルや補助・回復スキルを得意とし、雪子のように魔の値が高く、物理系スキルを覚えない魔法タイプで、ペルソナが進化しても弱点が消えない。
『ゴールデン』では物理攻撃スキルが追加された。ペルソナのキントキドウジは頭上にトマホークミサイルを掲げているが、それに相当するスキルは存在しない（アニメ版や漫画版、『P4U』ではミサイルを飛ばして攻撃する）。
『ゴールデン』のコンサートシーンではタンボリンを奏す。
熊田（くまだ）
ペルソナに目覚めたことにより、金髪碧眼の美少年の実体を得たクマの姿（本人曰く「千枝と雪子を逆ナンするために生やした」）。
熊田の名前はジュネスの店員に名前を聞かれて「クマだ」と答えたのを「熊田」と間違われ、それがそのまま彼の現実世界での名前になった。現実世界では基本的にこの姿になり、テレビの中ではぬいぐるみの姿のまま行動する（テレビの世界ではその姿の方が落ち着く為との事）。ただし、必要性が無い状況でも敢えてぬいぐるみを着る事もある。
陽介の手伝いとしてジュネスでアルバイト（ぬいぐるみの姿でのマスコット役も兼任）をしており、その容姿で主婦層から「ジュネスの王子」と人気を集めるが、余計な事に手を出してトラブルを起こす事もしばしば。人間ではないため、レントゲンに何も映らない。
文化祭のミスコンの前座の女装コンテストには女神転生シリーズ恒例のキャラクターであるアリスの格好をして飛び入り参加し、周囲を驚かせた上に優勝し、優勝者の特権と称して強引にミスコンでの水着審査を要求した（しかも水着を事前に用意していた）。
『ゴールデン』の追加イベントでは大谷に目をつけられており、後に生徒でも無いのに八十神高校にしれっと入り込んだりしていたが、彼女に狙われている事を察したことから来なくなった。
『ゴールデン』では、コスチューム変更の際にいくつかの衣装を着るとこちら側の姿になる（女装バージョンもあり）。攻撃モーションはおおむね変わらない。
クマの影
りせの「本当の自分なんていない」という言葉に触発され、クマが自分の存在に不安を感じたことで発現した。
姿形はクマとほとんど瓜二つだが、目つきが鋭く声も低くドスの利いたもので、早いところがクマを悪役にした姿である。
純粋なクマの内面ではなく、アメノサギリの干渉を受けて発生したものであり、人格もアメノサギリのものである。悟ったような口振りで、クマや主人公たちに対して虚無感や無力感を煽り立てる。
暴走後はクマの姿のまま、ひび割れて巨大化した状態に変貌する。
ひび割れた顔の中は空洞になっており、そのなかに妖しく光る目玉が浮かんでいる。シャドウのなかで唯一本体とアルカナが異なっている。
なお、アニメ版では内部に「クマではない何か」（小型のアメノサギリ）が潜んでいる事が描写され、これを破壊する事でクマの影も倒された。

 白鐘 直斗（しろがね なおと）
声 - 朴璐美
演 - 川上ジュリア
アルカナ - 運命
ペルソナ - スクナヒコナ → ヤマトタケル → ヤマトスメラミコト → アマツミカボシ（小説版のみ）
武器 - 銃
女性 / 生年月日 - 1995年4月27日 / 星座 - 牡牛座 / 身長 - 152cm / 体重 - 不明 / 血液型 - B型Rh－
主人公の一つ下の後輩にあたる転校生。連続殺人事件の特別捜査員として稲羽市に現れた、警察組織に深く関わりのある探偵一族の五代目。
メディアでも知られた人物で、「探偵王子（探偵王女）」という愛称が付けられている。後述の理由のため、2学期から正式に八十神高校に転校してくる。
華奢な矮躯にショートヘアというユニセックスな外見をしており、ダークカラーのキャスケットがトレードマーク。
非常に明晰な頭脳の持ち主である一方、生真面目で融通が効かず、興味のない対象や、当初犯人ではないかと睨んでいた主人公たちにも辛辣な態度を取っていた。そうした外面の裏に激情家の一面を秘めており、強い責任感の持ち主ということも相まって、失敗の際には自分を強く追い込んでしまうこともある。総じて物事を難しく考えすぎたり無理矢理理屈づけようとする性格でもあり、どつぼにはまりやすい。これは仕事や自身のコンプレックスのため主人公たちと会うまで友人関係が皆無であった事で社交性などが育っていないためで、事件から離れると大人ぶった振る舞いから一転して、年齢よりも幼くて優しく純粋な性格を見せる。怪談は苦手で、聞く羽目になった時は酷く怯えながら科学的に否定していた。
幼い頃に事故で両親を亡くし祖父に引き取られ、祖父の仕事をこっそり手伝う内に探偵として有名になった。名探偵である祖父を強く尊敬しており、また祖父の書斎で読みふけっていた推理小説の影響で紋切り型の「ハードボイルドな探偵」に憧れを投影している。しかし、理想と現実とのギャップからくるコンプレックスに悩み、「探偵」としての能力しか求められない現状から「自分がいていい理由」を見出せずにいた。
登場初期は少年として振舞っているものの、マヨナカテレビ内で暴露される事実の通り男装の麗人である。女性としては至極シャイな性格で、文化祭のミスコンでは水着姿で人前に出るのを断固拒否した。本当の性別が周囲に露呈した後も男子用の制服で登校し、変わらず女生徒から強い支持を受けている。「運命」コミュの選択肢によってはクリスマスイベントにおいて本来の女姿が見られ、『ゴールデン』ではさらに女性的な衣装が用意されている。
電子工作が得意であり、幼少の頃から「探偵グッズ」を多く制作している。料理は他の女性陣と同じくあまり得意ではないものの、レシピ通りに作るため失敗することもない。男性陣を恐怖させたクリスマスケーキ「物体X クリスマスエディション」（陽介が命名）がおいしかったのは、彼女の尽力（りせは「教本を見て作った」からと主張している）によることが『ゴールデン』で明言された。スキーなどのウィンタースポーツの経験は無いらしく、『ゴールデン』のスキー旅行では完二の個人レッスンを受けていた。
事件の独自捜査において、早くから主人公達に関わりを持つ。ペルソナやマヨナカテレビの世界を知らないまま調査を続け、独自に事件の法則性に気付き、美津雄が模倣犯に過ぎないことも見抜いて、自らが囮となって真相に近づいていく。自分の身体的特徴を理由に警察組織とうまくいっていない状況も併せて、テレビの中でシャドウを発現させてしまい、主人公たちに救助された際にペルソナ能力に目覚めた。
戦闘で銃を使って戦うため、外してもダウンはしない。覚えるスキルは物理攻撃スキル、光と闇の即死魔法、属性無視の万能属性攻撃と特殊なキャラクター。
また、『ゴールデン』では4属性の各単体攻撃のうち2つや攻撃反射スキルが追加され、さらにバランスが良くなった（残り2つはバイクイベントで習得可能）。
『ゴールデン』のコンサートシーンではキーボードを演奏している。
『ペルソナ×探偵NAOTO』では主人公を務める。八十稲羽での事件から1年を経て、身体はより女性らしく成長し髪も伸ばしているが、男装は続けている。八意市での殺人事件の捜査にあたり、それまでの「戦う力」ではなく「支える力」である非戦闘型のペルソナ「アマツミカボシ」を発現させる。
直斗の影
直斗がテレビに入れられたことで発現したシャドウ。
ダボダボの白衣に身を包んでいる。直斗自身が抱える「成長願望」と「変身願望」を象徴した存在。普段は直斗の心を表すかのように子供のように泣きじゃくるが、時折シャドウらしい淡々とした口調で煽ってくることもある。
暴走後は、背中に機械の翼が付いたロボットのような姿に変貌し、両手に光線銃を構えている。
アニメ版では左目から老化光線を放ち、主人公と陽介を老人に変え、クマを古いぬいぐるみに変えてしまった。

### 親戚
堂島 遼太郎（どうじま りょうたろう）
声 - 石塚運昇
演 - 谷口賢志
アルカナ - 法王
男性 / 生年月日 - 1969年5月16日 / 星座 - 牡牛座 / 身長 - 179cm / 体重 - 66kg / 血液型 - O型
稲羽署に勤務する刑事。主人公の母方の叔父。姉夫婦が海外出張に行くことになったため、1年間限定として甥である主人公を自宅に居候させる。
妻である千里を交通事故で亡くした男やもめで、現在は娘の菜々子と2人暮らし。仕事人間で家庭を省みないような姿を多く見せるが、それは生来の不器用な性格によるもので、内心では娘を深く愛し、同時に距離感が上手く取れないことに悩んでいる。
相棒の足立と共に連続殺人事件を追うことになる。刑事としての能力は本物で、マヨナカテレビやペルソナといった超常能力は抜きにしても事件の法則性を推理してみせていた。その立場ゆえ、主人公達のやんちゃに釘を刺す役割でもあるが、人間として主人公たちを信用してくれている頼れる大人である。ドラマCDによると生まれ育った稲羽市を守りたいという理由から警察を志したといい、職務意識は非常に高い。叩き上げの刑事であり、昔気質の性格と警察官という仕事に対する熱意から、署内では孤立してしまうこともある。
『ゴールデン』ではかつて親に内緒で原付の免許を取るなどしていたことが語られ、かつて使っていたバイクを主人公に貸し与えている。また、主人公のコスチュームの一つに堂島の服装になるものがある（ただし、タバコではなくチョコレートを咥える）。
 堂島 菜々子（どうじま ななこ）
声 - 神田朱未
アルカナ - 正義
女性 / 生年月日 - 2004年10月4日 / 星座 - 天秤座 / 身長 - 122cm / 体重 - 21kg / 血液型 - O型
遼太郎の娘で、主人公の従妹。小学1年生。仕事柄なかなか帰宅できない父親に代わって一切の家事を任されているしっかり者。
最初は主人公に対して、やや距離をとっていたものの、次第に「お兄ちゃん」と慕い、懐いてくれる。特捜隊のメンバーも慕っており、特にりせは以前よりファンだったことから憧れており、クマとは遊び友達および親友となる。特捜隊のメンバーからも大切な妹のように思われている。
ジュネスが大好きで、大型連休で旅行に行くとなればわざわざ近場のジュネスに行きたがったり、CMソングが流れれば一緒になって歌い出すほど。幼いながら他人に気を遣い、本心やわがままを心の中に仕舞いこんでしまう一面が「正義」コミュにおいて詳らかにされる。
物語終盤、犯人の手によってマヨナカテレビの中に連れ去られてしまう。精神が未熟なためにシャドウは発現せずペルソナ能力に目覚めることはなかったが、心身に悪影響を与えるテレビ内の霧にさらされ続けたことで衰弱する。主人公に救出された後の命運はプレイヤーの選択によって変化し、いずれの場合も一度は死亡してしまうが、事件の真相を追及する道を選んだ場合は奇跡的に生還する。この原因は明らかにされていないが、医師は心肺停止後もクマが声掛けを続けていた御蔭ではないかと推測しており、後に再度訪れたクマのため意識も回復。このことが失意の底にあったクマを再起させるきっかけとなった。
ユーザーから男女問わず絶大な人気を獲得した実績によって、「シスコン」「ロリコン」と区別化する意味合いも含めたファン用語「ナナコン」が誕生し、後にプレイアブル参戦を果たした『P4D』のトロフィーコレクションに「ナナコン上等」が並べられて公式化した。

### 事件の関係者
一連の事件の被害者、または容疑者候補。容疑者と思われる人物が被害者となる展開もあり、またエンディングによっては真相に辿りつけず、犯人ではない人物を黒幕と思い込んでしまう場合もある。劇中では当初、全ての「連続誘拐殺人事件」は同一犯によるものと考えられ、マヨナカテレビを操っている存在とも同一視されていたが、実際には予想とは異なる真相が用意されている。以下では事件の真相と犯人についても解説する。
山野 真由美（やまの まゆみ）
声 - 伊藤かな恵 / 甲斐田裕子
不倫騒動で番組を降板させられた地元テレビ局の元女子アナウンサー。
お茶の間ではなかなか人気があるらしく、足立透などが彼女のファンである。
事件の第一被害者で、遺体は4月12日の正午ごろ、鮫川付近の民家のテレビアンテナに吊り下げられた状態で発見された。
不倫相手の生田目のことは本気で愛していたが、同時にその妻・みすずに対して敵意を向けており、彼女が入ったことで形成されたであろう領域「殺風景な部屋」には顔部分が破かれたポスターがあった。
事件の真相が明らかになる終盤では、生田目と不倫をしていた事で、失望した足立によってテレビの中に落とされたことが明かされる。犯行現場は天城屋旅館のロビーであった。
陽介が主役のスピンオフ小説『キリノアムネジア』では、彼女のシャドウが書かれている。

小西 早紀（こにし さき）
声 - なかせひな
八十神高校3年生。尚紀の姉。好物はシュークリーム。尚紀とはよく取り合っていたらしい。また、尚紀によれば「すぐに長女ぶる」「なんでも一人で抱え込む癖がある」らしい。
陽介が想いを寄せていた相手でもあるが、陽介を「花ちゃん」と呼びからかっていたこともある。
事件の第二被害者で、電柱に吊り下げられた状態で発見された。第一の被害者である山野の第一発見者も彼女である。
主人公と陽介は、この第二の犯行をきっかけとして事件とマヨナカテレビの関連を疑い、事件に挑むこととなる。
実家の家計を助けるためにジュネスで働いていたが、ジュネスを快く思わない商店街の人間や父親にそれを咎められており、板ばさみの状態に嫌気がさしていた。そのため、シャドウによって詳らかにされたであろう心の闇は、彼女の心が反映された「異様な商店街」で彼女や周囲の声として残留しており、足を踏み入れた主人公と陽介に冷たい本性を知らせることになる（ただし、事件の第一被害者・山野真由美の領域では、この現象は全く起きていないので、どこまでが本心かは不明）。
事件の真相が明らかになる終盤では、生田目から身の危険を警告されていたことを生田目から男女の仲になるように言い寄られていたと誤解した足立が言い寄ってきた為、彼に平手打ちを喰らわせた事で、逆上した足立によってテレビの中に落とされたことが明かされる。犯行現場は稲羽署の取調室で、置かれているテレビは小さかったが細身であった為に容易く入れられてしまった。
早紀は完全に陽介のことが嫌いだったわけではなく、漫画『The Magician』では早紀が文化祭で陽介に出会ったこと、彼に少なからず興味があったらしい描写がある。

諸岡 金四郎（もろおか きんしろう）
声 - 龍谷修武
主人公の担任である倫理担当の男性教員。「モロキン」のあだ名で呼ばれている。
非常に高圧的かつ傲慢、物事を自分の都合のいいようにしか解釈しない独善的な人物。また、生徒の間では「延々と長い説教をする先生」として知られている。
反抗的な態度を見えた生徒を「腐ったミカン帳」と称した手帳に記載し、目をつけている。
また、都会人や若者に対して偏見を持っているようで、登校初日の主人公を「ただれた都会からやってきた落ち武者」と紹介し、殺人事件の被害者2人に対しても「殺されて当然」と生徒の前で公言している。そういった言動から、生徒からの評判はかなり悪い。
その一方、生徒指導には熱心で進路相談にきた生徒にも真剣に取り組んでおり、一部の女子生徒にはお菓子を出して応対している。主人公が部活の相談に訪れた時も、態度は高圧的ながらも真面目に相談に乗ってくれる。
実はりせのファンであるらしく、写真集を買っているところを目撃されている。
物語中盤、第3の殺人事件の被害者として後頭部打撲により殺害、アパートのベランダに逆さ吊りにされ発見された。後にこの殺人事件は模倣犯・美津雄によるものであることが判明した。

久保 美津雄（くぼ みつお）
声 - 高橋剛
元八十神高校の生徒で、今は他校生である男子生徒。八十神高校の生徒だったものの、諸岡と衝突した結果退学することになり、他の高校に編入した経歴を持つ。
性格は自己中心的・利己的かつ陰湿で自己顕示欲が強い。そのため、相手の心情を考慮せず自分の気持ちだけをぶつけ、自分の無力さ・無能さを直視するのを嫌い、社会的弱者を影で貶めるという陰湿さを持つ。
八高でも相当嫌われていたらしく、モロキンの行動を「ファインプレー」と評している生徒すら存在する。
物語序盤では、雪子に告白したが相手にされず、雪子自身には忘れ去られていた。
アニメ版ではネット上の掲示板に自らが重大な事件を起こしたという旨の書き込みをして注目を集めようとするなど、自己顕示欲の強さが描写されている。また、ジュネスで出会った菜々子に言いがかりを付けて手を出そうとするなど、より陰湿に描かれている。
テレビの世界で自身のシャドウと遭遇した際には、自分の無力さを指摘されたことで逆上し、暴走させてしまう。シャドウ撃破後もその存在を受け入れずに拒絶したため、シャドウは消滅した。その後は警察に逮捕され、全ての殺人の犯人を自称するが、最終的にどうなったかは不明。
第1、第2の殺人事件も自分が行ったと自称しているが、実際は模倣犯でしかなく、諸岡が殺された第3の殺人事件以外には関与していない。真相が明らかになる終盤では、諸岡殺害後に警察に自首をしに来たが、事件の解決を拒んだ足立によってテレビの中に落とされたという経緯が明かされた。しかし、美津雄自身が自分の身に起きた事を理解していなかった事と自分こそが全ての事件の犯人だと世間に認識させたがる異常性から、主人公達は直斗が誘拐されるまで「美津雄が一連の事件の犯人」だと誤解し、足立が真相を明かすまで「美津雄はテレビに入る力を持つ」という間違った推理を長らく続けることになってしまう。
美津雄の影
美津雄がテレビに入れられたことで発現したシャドウ。
自身の無力さに対して諦観的で、美津雄本人に対しても淡々と事実を突きつけるだけで、論破しようという気概すら感じられない。戦闘開始時も、他の影のように「自分こそが真の姿」と主張しない無気力な物言いをしている。
暴走後は美津雄の幼稚な内面と無力さを象徴した、赤ん坊のような姿に変貌。本体である赤ん坊を立方形で構築されたドット絵調のキャラクター「導かれし勇者ミツオ」で覆い隠し守っている。
原作ゲーム版では昔のRPGのような画面を展開して攻撃するという演出の技を用いる一方、アニメ版では鳴上を取り込み虚無的な悪夢を見せ付けるという特殊能力を繰り出した。

生田目 太郎（なまため たろう）
声 - 服巻浩司
演 - 六本木康弘
元市議会議員秘書の男性。温和で正義感の強い善人ではあるが、同時に気弱で思い込みが強く、一度使命感に燃えるとトコトンまで突っ走る危うさもある。
事件の第一被害者である山野との不倫関係が暴露されたことで失職し、実家のある八十稲羽に帰郷してくる。その後、実家の家業でもある運送業を始める。
また、テレビアニメ版では宅配便配達員として働く姿も描かれており、第14話では主人公が「時価ネットたなか」のテレビショッピングで注文した「爆釣セット」を届けに現れる。
実は主人公と同じ「人をテレビの中に入れる能力」の持ち主であり、雪子、完二、りせ、直斗、菜々子をさらった連続誘拐事件の犯人。物語後半で誘拐犯であることが発覚した際には、直前に発生していたマヨナカテレビを見ていたために菜々子を誘拐。共にテレビの中の世界に逃げるも追い詰められ、クニノサギリに変貌する。
主人公らとの対決を経て警察に引き渡された後は、菜々子と同じ病院に入院することになるが、菜々子が仮死状態に陥った際に逆上した主人公たちに詰め寄られる。しかし、実際は最初の2件の殺人にはほぼ関与しておらず、テレビの中を出入り自由の楽園だと誤認していたこととテレビに映った人間を「殺人者から救う」ためにテレビの中に落としていたことが明かされた。この結果、自分が「救済」を始めてから（実際は主人公達が救出している為）被害者が出なくなったため、自分は救えているのだと思い込んで「救済」を繰り返していた。しかし、警察から逃れる為に菜々子と共にテレビの中に入った際、そこが如何に危険な場所であったかを知る事になる。主人公達に全てを打ち明けた後、真犯人を捕まえる事を託す。
『ゴールデン』では自分が「救った」雪子、完二、りせ達が行動を共にしている事を不審に思い、ジュネスでのライブの際に様子を見に現れている。
山野の死の際に自分の能力に気付き、自身の能力とマヨナカテレビが事件に関係があるのではないかと推測。続いてマヨナカテレビに映った小西早紀に警告するもまともに取り合われず殺されてしまった為、事情を話すために警察に電話したが、電話を対応した足立に「そんなに助けたいならあなたが誰の手も届かない場所に隠せばいい」と吹き込まれたことで、誘拐行為に走っていた。
なお、マヨナカテレビに映った人間を救おうとする強い執着ゆえに彼が見るマヨナカテレビは鮮明に表示されていたと推測され、常にマヨナカテレビに映った直後に対象の素性を突き止めていた。
『ゴールデン』のエピローグでは証拠不十分で釈放され（本人は罪を主張したが、テレビに入れるという手口が再現出来なかったため）、多くの人を危険に晒したことに罪悪感を抱き、謝罪に行った堂島家で堂島に「お前に出来る償いをしろ」と言われた事が切っ掛けで、稲羽市の市議会議員に立候補した姿が描かれる。
クニノサギリ
声 - 服巻浩司
生田目が周囲のシャドウを取りこんで変貌した姿。
主人公たちからはアメノサギリと共に「シャドウではない何か」や「怪物」として認識されている。
見た目はアンテナのような巨大な輪を頭上に浮かせた天使の姿をしており、輪や服などにはピースマークがあしらわれ、登場時も両手でピースをしてくる。戦闘ではプレイヤー側のパーティメンバーを操るという特殊能力を使用する。
アニメ版では頭上の輪と同じものを主人公達の頭上に出現させて操り、同士討ちを狙った。また、この輪は素手で触れると火傷するほどの高熱だと描写されている。
『ゴールデン』ではイザナミが生み出した分身にしてテレビの世界の管理者であり、霧の製造者である「二つのサギリ」の片割れと説明されている。アメノサギリと同等の存在であり、生田目の中にイザナミが潜ませていた。

足立 透（あだち とおる）
声 - 真殿光昭
演 - 伊藤マサミ
アルカナ - 道化師 → 欲望
ペルソナ - マガツイザナギ
武器 - 銃
男性 / 生年月日 - 1984年2月1日 / 星座 - 水瓶座 / 身長 - 176cm / 体重 - 63kg / 血液型 - A型
遼太郎の部下兼相棒で、本庁より春から赴任し稲羽署に勤務している若い刑事。
遼太郎と共に連続殺人事件を追っている。元エリートであるが、捜査内容を主人公達に漏らしたり、高校生に気迫負けしたりするなど、口が軽く、間の抜けたうだつのあがらない性格。「署内一の頭脳派」と自負するなど、お調子者の面もうかがえる。特捜隊のメンバーからは基本的に舐められており、陽介からは「ヘタレ刑事」、クマからは「ズッコケデカ」と呼ばれてしまっている。
実は一連の事件のうちの最初の2件の殺人事件の真犯人であり、主人公と同じく「テレビの中に入れる能力」の持ち主でもある。エリートコースから脱落し、田舎に左遷されたことで鬱屈しており、犯行を通じて世の中の理不尽さに対する不満を憂さ晴らししていた。
本性はかなりの切れ者で能力的にも優れているが、非常に利己的で傲慢かつ我が侭と幼稚で身勝手な人物である。警察になったのも公務員志望であったことや合法的に銃を所持できるという興味からで純粋な正義感によるものではない。
最初の犠牲者2人をテレビの中に落として結果的に死に至らしめ、その後も生田目に誘拐を唆した。さらには事件の解決を拒み、模倣犯として自首してきた久保をテレビに落としていた。真相発覚後、追手を逃れるため、初めてテレビの世界へ入ったことで、ペルソナ能力に目覚めた。テレビの中の世界と同調しており、生成された領域「禍津稲羽市」を操ることができる（アニメ版では禍津稲羽市内各地に自分の分身を出現させ、死神のシャドウ「刈り取る者」を使役した）。
大抵の他者を見下しているが、堂島親子のことは本心で気遣っており、菜々子が誘拐されるという想定外の事態が起きた際は主人公たちを助け、逮捕された後も堂島たちのことは気に掛けていた。また、主人公へは見下しや嫉妬を抱きつつも本当に心が通じていた点もあり、敗北後は主人公からの投降に応じた。
アニメ版『ゴールデン』では足立の回想やそれに伴う心情の変化が詳細に描写され、堂島が自分を家族同然で受け入れてくれたことで細やかな幸せを見出していたが、その家族代わりという立場を悠（主人公）の訪れによって奪われたことから彼に嫉妬しながらも自分を気遣ってくるなど生真面目な性格であったため完全に恨むことが出来なかったなど、彼に対する嫉妬と友情が入り混じった感情となった。全ての超常的な現象を引き起こしている黒幕というわけではなく、後に獄中からの手紙を通して、主人公たちに対して黒幕の存在を示唆する。
『ゴールデン』では、開始からレベルMAXまでに特殊な進行がされてゆくコミュ「道化師」（条件を満たすと「欲望」に変化）の担当キャラクターとなり、彼に関わる分岐エンディングやテキストも追加されている。
マガツイザナギ
足立が操るペルソナ。見た目は主人公の初期ペルソナ「イザナギ」に酷似しているが全身が赤黒く、全能力が桁外れに高いという違いがある。
直斗は足立のペルソナがイザナギに酷似している事について、主人公も足立も同じイザナミから力を与えられた為、その方向性が似通っているからではないかと推測している。
『ゴールデン』では足立のコミュニティをMAXにすることで主人公も使用できる。

### 八十神高校の教員
校長
声 - 斧アツシ
長い白髭が特徴。戦車に関係する品をコレクションしている。
話が長く、一対一で聞くと根気や寛容さのパラメータが上昇するほど。第二の殺人事件発生の際には警察の依頼を守らず、生徒を早紀の遺体に近づけたため、堂島に舌打ちされた。
アニメ版では異様に声が小さく、全校集会でもボソボソと聞き取りにくい声で喋っていた。
柏木 典子（かしわぎ のりこ）
声 - 大原さやか / 生天目仁美
諸岡の後任として主人公らの学級担任となる生物担当の女性教員。年齢は定かではないが主人公のクラスメイト男子は40代と噂している。高飛車で自信家な性格で、厚化粧と胸元の開いた派手な服装でベタなセクシー路線を臆面もなく貫く。
諸岡のような全方位に向けた嫌味は言わないが、自分の美貌に絶対の自信を持っているため、その地位を脅かす者に露骨な敵意を見せ、目立つ女生徒に対しては攻撃的な言動をする。
文化祭ではミスコンを主催し、自らも参加したが惨敗した。大谷とは仲が良いらしい。
授業中も恋愛方面へ脱線する、修学旅行では元ラブホテル（『ペルソナ3』にも登場）のシティホテルを自信満々で宿泊先に選ぶなど、教育者としては諸岡以上に問題がある。
ただし、普段の職務や授業自体は真面目にやっている模様で、稲羽市が霧に包まれた際は生徒達の不安を抑えるべく努めていた辺り、諸岡同様に根っからの問題教師ではない部分が見られる。
『ゴールデン』では主人公の学力を試す為の個人的なテストや期末試験で良い成績を出すと、主人公にご褒美として月光館学園の制服やスクール水着などをくれる。
『ペルソナ3 ポータブル』の男性主人公編で屋久島への旅行中に「妙齢の女性」としてゲスト出演している。映画『PERSONA3 THE MOVIE』でもこのシーンは採用されている。
祖父江 貴美子（そふえ きみこ）
世界史担当の女性教員。生徒からは「カーメン」と呼ばれている。特技はダウジングでの失せ物探し。
歴史の浪漫を愛しエジプトに魅せられた結果、ファラオの頭巾「ネメス」を被って手にはステッキを持ち、学校だけでなく平時もこの格好でいる。
その点を除けば良識のある良い先生で、古風な喋り方で女王のごとく気高く授業するものの、授業そのものは分かりやすいらしく、慕う生徒も一定数いる模様。
なお、『ペルソナ3』の舞台であった月光館学園に日本史教師で同じように被り物をしている兄（小野）がいるが、彼のことを「つまらぬサムライ」と評している辺り、そりは合わないようである（兄の名字が違うのは婿入りしているため）。
また、『ゴールデン』のあるクエストではオーパーツにも詳しい事が語られる。
近藤（こんどう）
何事にも暑苦しいほど前向きでハツラツとした男性教員。常に赤いジャージ姿でいる。
本来の担当は体育だが、人員不足で英語も受け持ち、一週間の海外ツアー参加を根拠に英語を教えている。更にサッカー部とバスケ部の顧問も兼任している。
細井（ほそい）
現文担当の男性教員。奥さん手作りの自分に似たパペットをはめて授業を行う。また、会話に日本全国の方言を混ぜて話す。
温厚な性格や生徒を「～っち」というあだ名で呼ぶ気さくさで人気があり、生徒からは「細井ちゃん」と呼ばれ親しまれている。
ただし、授業などをパペット経由で行うためか、パペット無しの細井はややうつむき加減で話すらしい。
弱虫先生シリーズのファンで、四目内書店で買い物をしているところを目撃されている。
山田（やまだ）
地理担当の男性教員。生徒達によると「最高にウザい」らしい。
自分の評価を気にしており、少しでも評価を上げようと媚びるような発言が目立つ。
中山（なかやま）
数学担当の女性教員。語尾がカタカナになるのが特徴。
妥協して稼ぎの悪い旦那と結婚したことを後悔している。仕事は嫌いだがお金は好きで、そのために愚痴をこぼしながら嫌々仕事を続けている。
授業中も大人であることの大変さやお金の大切さを説くことが多い。

### 八十神高校の学生
大谷 花子（おおたに はなこ）
声 - 阿川りょう
主人公のクラスメートで肥満体の女子。自信家かつ強引な性格。
外見どおり大食いで、バケツいっぱいのカレーをダイエット中だからこれっぽっちしかないと言い切るレベル。
柏木と仲がよく、文化祭のミスコンで惨敗した後は彼女に連れられ天城屋旅館に来ることになる。
年頃故に美少年にも目がないらしく、クマや主人公に熱い視線を送っていたりする。その際にはクマ曰く「シャドウよりも禍々しいオーラ」が出ているらしい。
アニメ版では非常にナルシストな女子である面が強調されている他、鳴上（主人公）と陽介が一口で昏倒した、千枝と雪子制作の殺人的な不味さのカレーを「新食感」と評し平らげてしまった。
『ザ・ゴールデン』では陽介のバイクを乗っただけで粉砕している他、花火大会でクマを（中身があるにもかかわらず）ペラペラの状態にしてしまった。
海老原 あい（えびはら あい）
声 - 伊藤かな恵
アルカナ - 月
八十神高校2年生。主人公の所属した運動部（バスケ部かサッカー部）に途中からマネージャーとして参加する事になる。
富豪の家のお嬢様で容姿も端麗なものの、性格は奔放で高飛車。だが学内人気は高い。また、他者に対しては突っぱねた態度をとる。
いわゆる「今時の女子高生」を絵に描いたような少女で、茶髪にピアスでファッション品を買いあさっていたりする。
かつては家庭が貧しく、親の事業成功による金銭的なトラブルを避けるため、遠くから稲羽市に引越してきた。また、中学生時代に太っていたことがが原因で「ぶた原」と呼ばれるなど深刻ないじめを受けたことから自分の過去を知られていない土地で皆から愛される女性になろうと猛烈に自己改造するとともに「おしゃれな子」を演じるようになった経緯を持つ。普段見せる流行好みの一面もおしゃれに見せようと演じているものが大半で、実際は質素好みなものが多い。
また、前述の過去のせいで「可愛くないと愛されない」という強迫観念に駆られており、想い人（主人公がどちらの運動部に入ったかで変わる）が自分の事を向いていないことを知った時、絶望し屋上から飛び降りようとするなど、派手な外見とは裏腹に繊細な一面もある。
今作の全コミュ中唯一、「月」はリバースとブロークンがある。
アニメ版ではバスケ部のマネージャーで、主人公に「エビ」の愛称で呼ばれている。想いを寄せている一条の好きな相手である千枝には敵意を剥き出しにしていたが、25話では仲良さそうにしている姿が描かれた。
長瀬 大輔（ながせ だいすけ）
声 - 杉田智和
演 - 早乙女じょうじ
アルカナ - 剛毅
八十神高校2年生。サッカー部所属で、気のよい豪快な性格をしている。
一条と陽介の親友で、陽介にとっては特別捜査隊のメンバー以外で行動を共にする数少ない学友でもある。
都会生まれであることや商店街との確執で距離を置かれることが多い主人公や陽介へも隔たりなく接するが、あまり口数が多くないものの、喋った際には深く考えず余計なことまで口にしてしまうこともある。
サッカーに対する情熱は非常に強く、プライベートにおいてもサッカーを話題とすることが多い。
アニメ版では運動部のコミュ（剛毅コミュ）はバスケ部で展開したが、バスケ部の試合に助っ人で参加したり、文化祭で陽介の出し物にも加わる（原作ゲームではこの役は主人公のクラスの委員長だった）など出番は用意されている。
容姿や人柄から女子からの人気は高いが、中学時代に口数の少なさが原因で恋人から一方的に別れを告げられた過去から、女性に対して苦手意識を抱いている。
一条 康（いちじょう こう）
声 -  福原耕平 / 小野大輔
演 - 太田基裕
アルカナ - 剛毅
八十神高校2年生で、バスケ部所属。長瀬の親友で、陽介とも友人関係にある。陽気で気さくな性格で、口数も多い。
実は千枝に好意を抱いているが、彼女からは一切気づかれていない。
孤児院育ちだったが、子宝に恵まれなかった稲羽市の名門・一条家に養子として引き取られたという過去を持つ。引き取ってくれた養親たちのためにも跡取りとしての厳格な教育に打ち込んでいたが、高校入学を前にして養親に実子が誕生したことで、そちらが跡取りとなることが決まる。その一件から念願だったスポーツなど世俗的なことに打ち込めるようになったが、同時に自分の存在意義を失ったのではないかと苦悩する。
アニメ版では主人公をバスケ部に誘い、後日千枝の紹介で入部してきた彼と友人になる。
小西 尚紀（こにし なおき）
声 - 代永翼
アルカナ - 刑死者
八十神高校1年生。保健委員で、早紀の弟。完二の幼馴染でもあり、小説版では軽口をたたき合うなど今でも仲が良いことが書かれている。
家の仕事を手伝うなど真面目な性格だが、シニカルに振舞うことが多い。事件により姉の早紀が死亡してからは、周囲から腫れ物に触る扱いをされるようになり、それがさらに加速する結果となっている。
また、シュークリームが好物で、かつては姉の早紀とシュークリームを取り合うのが日課だった。アニメ版では「愛家」の肉丼が好物となっている。
事件当初は姉と親しかった陽介やその親友の主人公のことを好く思っていなかった。
ゲーム版では林間学校を欠席しているが、アニメ版では出席しており、千枝と雪子のカレーを食べて倒れた鳴上（主人公）と陽介に胃薬を渡したり、完二に呼ばれて鳴上達と話したりしている。また、主人公の悪夢の中の話だが、完二と愛家で食事するシーンも追加されている。
小沢 結実（おざわ ゆみ）
声 - 伊藤かな恵
アルカナ - 太陽
八十神高校2年生で、演劇部部員。卓越した演技力と並々ならる情熱を持ち、部員全体から一目置かれているものの、感情の起伏が激しいために部員との摩擦も多い。
幼い頃に親が離婚しており、母子家庭で育つ。そのため父に反目しているが、その父が末期の重病を患って余命いくばくもないことを知り、苦悩する。
アニメ版の太陽コミュは綾音と絆を築く形で展開した為、結実は第19話で一条のクラスの演劇で顔見せ程度の登場をしている。
松永 綾音（まつなが あやね）
声 - 遠藤智佳
アルカナ - 太陽
八十神高校1年生。吹奏楽部部員で、担当楽器はトロンボーン。
非常に小柄かつ童顔であり、中学生はおろか小学生に間違われることまである。
音楽への情熱は強いが、実力不足と見られていることや気の弱さから補欠および雑用にまわされている。
アニメ版では主人公がサッカー部の助っ人に呼ばれた際に、彼の蹴ったボールに当たった事がきっかけで知り合う（主人公は吹奏楽部には入部しない）。
中村 あいか（なかむら あいか）
声 - 悠木碧
アニメオリジナルキャラクター。青く光る黒髪のショートヘアーで、横髪を雷文のヘアピンで留めた姿をしている。口癖は「まいどー」「どんぶり、置いといてー」。
主人公たちのクラスメートで、商店街にある中華料理屋「愛家」の店主の娘。出前があると（所在を教える様子がない場合でも）どこにでもバイクでやってくる。基本的にローテンションのため感情をほぼ表に出さず常に無表情で口調もやや朴訥としているが、飄々としたつかみどころない雰囲気を醸している。
だが、仕事への思いは強く、将来厨房を担当するべく修行として天城屋旅館でアルバイトしており、さらには修学旅行中ですら旅行先にある親戚の店（『ペルソナ3』に登場したラーメン屋「はがくれ」）で働いていた。仕事で市内中を飛び回っているため、市内の話題や情報について詳しい。
また、出前でスクーターを使っていることから、年齢から考えて原付免許を所持していたり、野外で出前依頼をした上にそこからダッシュで移動中の里中千枝に出前を届けるという離れ技をやってのけている。
アニメ放送後に発売された『ザ・ゴールデン』では愛家店主から名前のみ語られるが、直接は登場しない。ただし、『ザ・ゴールデン』のアニメ版には登場する。
アニメ第8巻特典のドラマCDでは主役として登場。1年の頃は千枝や雪子らと同じクラスだったかさえも朧気なほど存在が希薄だったが、主人公が引っ越してきた4月から出前サービスを始めたことにより自身のアイデンティティを得る。しかしその反面、出前が無くなったら自分の全てが無くなると思い込むほど繊細かつ一途な一面が見せられた。また、足がとても速く町内対抗リレーでは（代理ではあるが）アンカーに抜擢され活躍した。

### ベルベットルーム
イゴール
声 - 田の中勇
長い鼻が特徴の老人で、夢と現実・意識と無意識の狭間に存在する空間「ベルベットルーム」の管理者。
主人公への助言を行い、彼の道標となるほか、ペルソナ合体により新しいペルソナを誕生させることもできる。
マーガレット
声 - 大原さやか
演 - 中島亜梨沙
アルカナ - 女帝（ワイルド）
ペルソナ - ルシフェル、ヨシツネ、ロキ、クー・フーリン、ジークフリード、オベロン、アルダー、オオクニヌシ
武器 - 本
女性 / 生年月日 - 不明 / 星座 - 不明 / 身長 - 170cm / 体重 - 不明 / 血液型 - 不明
イゴールの助手を務める女性。コミュ「女帝」を築くことができる。
主人公にペルソナの合体予報や指定のペルソナを作成するクエストを下す。前作に登場したエリザベスおよび『ペルソナ3 ポータブル』に登場したテオドアの姉で、同じくワイルド能力を持つ最強クラスのペルソナ使い。セリフでは妹たちよりも高い実力を持つことを匂わせるが、主人公たちを無条件で全滅させるような攻撃は使用しない。
エリザベスが「ある目的」のために独断でベルベットルームの外に行ってしまったことから、現在は単独でイゴールを補佐している。傍若無人な妹たちと違って落ち着いた口調にしてかなりの天然ボケであるほか、彼女たちほどではないものの現実世界への興味も少なからずあるようで、八十神高校の文化祭では占いの館で「マギー」を名乗り、出店していた模様。『ペルソナ3 ポータブル』では逆輸入される形で登場している。
アニメ版でのコミュは『審判』よりも遅く最後に発生し、イザナミ戦で自身の影に囚われた鳴上を戦うことで再起させた。
マリー
声 - 花澤香菜
アルカナ - 永劫
ペルソナ - カグヤ
武器 - なし
女性 / 生年月日 - 不明 / 星座 - 不明 / 身長 - 不明 / 体重 - 不明 / 血液型 - 不明
『ザ・ゴールデン』に登場する新キャラクター。ベルベットルームで見習いをしている少女。青い帽子と鞄を身につけている。
ベルベットルームから見た「外の世界」に興味を持ち、コミュ「永劫」を築くことができる。
自身の記憶を失っており、「マリー」という名前もマーガレットが与えたもの。純真な子供っぽい性格で、常識を欠いた言動が目立つ。ポエムの制作が趣味。後に主人公に好意を抱くようになり、同じく彼に好意を抱くりせから対抗心を抱かれる。
『P4GA』第5話のコンサートシーンでは演奏中で入場するりせをカバーするため、メインヴォーカルとリードギターの2役を演じる（陽介はリズムギター）。
条件を満たしたうえである選択肢を選ぶと、記憶を題材とした一風変わったダンジョンの探索が可能となる。
正体は2つのサギリによって人間の願いを知るために派遣された存在「クスミノオオカミ」であり、無自覚のまま現実世界の情報をサギリたちに送るスパイとなっていた。霧が晴れる際には自らにそのすべてを取り込み、共に消滅する役目を持つ。元々はイザナミノミコトの「人間を守る役割」である半身でイザナミの片割れだったが、分離によってイザナミが力のほとんどを得た強大な存在となってマリーの方は記憶も力も失った無力な存在と化し、サギリたちに利用されることとなる。
救出したうえでトゥルーエンドを迎えると見られるエピローグでは、「久須美 鞠子（くすみ まりこ）」と名乗って生きている姿が描かれる。

### 事件の黒幕
アメノサギリ
声 - 真殿光昭 / 中尾隆聖
主人公達に敗北して倒れた足立に無数のシャドウが入り込んだ事で具現化した存在。
人間の内なる望みに従って稲羽市に特異な霧を生み出していた者であり、さらにペルソナ能力に目覚めた者達に「テレビの中に入る能力」を与えていた。
見た目はカメラのレンズのように機械的な目玉を持つ巨大な球体の姿をしている。
すべての攻撃を自身に届かなくするスキル「混迷の霧」を使用できる。また、ノーマルエンドでは最後の敵となるが、全ての元凶ではない。
なお、ペルソナ能力の取得はアメノサギリにとって想定外の事態であるが、真実を探求するための力を与えているので、その行動は決して悪意のみでないことが分かる。
イザナミ
声 - 朴口美（店員姿 - 粕谷雄太） / 米本千珠（店員姿 - 水島大宙）
演 - 間宮祥太朗
特定の段階を踏むと主人公が稲羽を去る前日に会える謎の存在。普段は正体を隠しており、作中ではガソリンスタンドの店員の姿で登場している。中性的な顔立ちで白い装束を纏っており、常に宙を浮いている。
一連の事件が起こるきっかけを作った「すべての元凶」である。
主人公達3人の外来者にテレビに入る力を与え、マヨナカテレビというシステムを作り、その存在を足立と生田目に教えた。稲羽市という舞台に各種｢装置｣を準備して配役を済ませた後は一切手を貸さず、傍観を決め込んでいた。
戦闘時には巨大な異形に姿を変えるが、それすらも偽りであり、真実を見極めない限り本体と相対することも倒すこともできない。主人公の紡いだ絆がイゴールによって宝珠化された「見晴らしの珠」を使われ、禍々しい真の姿「伊耶那美大神」を現した後は主人公たちの攻撃にも倒れず、「幾千の呪言」によって主人公以外の仲間たちを虚無に引きずり込み、一度は主人公をも倒す。しかし、人々との絆の力で再び立ち上がった主人公の意志が人の総意を超えたことでイザナギが伊邪那岐大神に転生すると、「幾万の真言」によって完膚なきまで倒され、「人の子よ、見事なり！」と主人公たちを称賛しながら消滅した。
『ザ・ゴールデン』では正体に関する設定が追加されており、八十稲羽の民の総意が具現化した存在である土地神・イザナミノミコトの「人の願いを叶える役割」の部分が分離・暴走した存在である。年々肥大化していく「真実から目を逸らそうとする」人間の面を反映し、「人間を守る役割」の面・クスミノオオカミ（マリー）を分離・排除したことで、「たとえ人間を守ることにならなくとも、願いならそれを実現させるうえ、その結果によっては人間を滅ぼすこともいとわない」という歪んだ役割を持つようになった。今までのペルソナシリーズの黒幕同様、人の望みゆえに世界を破滅させる存在であり、真実から目をそらして嘘と虚構に逃げ込もうとする人間の総意たる存在である。エンディングでのイザナミノミコトの台詞によると、主人公たちに倒されたことでマリーの中で一つに戻ったという。

### コミュの関係者
中嶋 秀（なかじま しゅう）
声 - 市来光弘
アルカナ - 塔
家庭教師のアルバイトで出会う中学2年生の少年。真ん中分けの髪とずらし気味にかけている眼鏡が特徴。
成績は非常に優秀であるが心を閉ざしており、 同級生を「バカばっかり」と見做し、クラスでも孤立している。
元々は母親から褒められる事が嬉しくて勉強に取り組んでいたのだが、いつの間にか成績優秀である事だけが母親との唯一の絆だと考えるようになっていき、成績が落ちれば母親から見放されると思い込むが、主人公との対話の中でそれが間違いだと気付き、感謝の言葉を主人公に伝えた。
アニメ版では辰姫神社の絵馬に願い事を書いた事がきっかけとなり、鳴上の家庭教師を受ける事になる。
黒田 ひさ乃（くろだ ひさの）
声 - 谷育子
アルカナ - 死神
背が少し曲がった喪服の老婦人。常に喪服を着ているのは夫を亡くした為。自らを「死神」と称している。
休日と祝日には河川敷に来ている。おっとりとした優しい性格の人物だが、暗い表情も見せる。
遠距離恋愛の末に結ばれた夫がいたが、病気で寝たきりになってしまう。働きながら懸命に介護を続けていたが、長い闘病生活の果てに夫はひさ乃の事を忘れてしまう。それが許せず夫を手に掛けようとしたが、夫がいつもの笑顔を見せた為に思いとどまった。その後、夫は最期までひさ乃を思い出さないまま亡くなっている。
夫の死後「ほっとした」自分に気付き、夫の死を望んだ自分を「死神」と蔑んでいたが、主人公が見つけた昔の手紙を読み、夫を心から愛していた事、だからこそ忘れられて辛かった事に気付く。
夫の死を受け入れた彼女は夫との手紙のやり取りで使っていた万年筆を主人公に託し、子供と同居する為に稲羽市を去った。
アニメ版では泥棒ともみ合った際には頭を打って倒れたところを鳴上に助けられ、関わりを持つようになる。
上原 小夜子（うえはら さよこ）
声 - なかせひな / 桑谷夏子
アルカナ - 悪魔
召喚悪魔 - ベルゼブブ（アニメ版のみ）
稲羽市立病院の清掃のアルバイトで出会う看護師の女性。
どこか妖しい雰囲気を漂わせ、小悪魔的な言動で主人公を翻弄するが、自分の立場に疑問を抱いている。
元々は「人を助けたい」という思いから看護師の仕事を選んだが、いつしか「治っても、死んでも、結局患者は出ていって自分だけが残される」と考え、仕事に対する情熱を失っていく。その空しさを満たす為に病院の医師や患者など様々な男性と関係を持つようになる（これが原因で前の勤務先をクビになっている）。
しかし、前の勤務先で担当していた患者の少年が亡くなった事を知り、自堕落な自分の生き方に疑問を持つようになる。
「何か出来ることはあったはず」と自問自答し、仕事への意欲を取り戻すが、思い詰め過ぎて同僚にも厳しく当たるようになり、ついには自分も過労で倒れてしまう。そして、亡くなった少年に対する罪悪感から目を背ける為に仕事に逃げていた事に気付く。
最後に彼女は「出来ないと思い、諦めた生き方」にもう一度挑戦する事を決意し、病院を去った。
アニメ版では鳴上がひさ乃を病院に運んだ際に知り合う事になる。その後、夏祭りに男性同伴で浴衣姿で訪れているが、男性が何者なのかは不明。
南 絵里（みなみ えり）
声 - 伊藤美紀
アルカナ - 節制
学童保育のアルバイトで出会う一児の母親である女性。
勇太という息子がいるが、結婚相手の連れ子であるため血は繋がっておらず、お互いに遠慮し合って距離ができてしまっている。
アニメ版でも鳴上とは学童保育で出会うが、彼がそのアルバイトを始める理由は、家庭教師をしている事を知った友人に勧められて安請け合いしたからという事になっている。
南 勇太（みなみ ゆうた）
声 - 安西英美
学童保育のアルバイトで出会う少年。
父親の再婚相手である絵里に対してどう接すればいいか悩んでおり、冷たくあしらってしまう。
キツネ
アルカナ - 隠者
商店街にある辰姫神社に住んでいる雌の狐。不思議な効用のある葉っぱを持っている。
性格は人懐っこいが目つきが悪く、顔に刃物で切りつけられたような傷跡をもち、赤地にハート柄の前掛けをしている。非常に賢く、人語を理解する。
ペルソナ使いではないが、主人公と関わった事でテレビの世界にも付いてくるようになり、テレビの世界の広場やダンジョン内の部屋で登場する。特殊な薬草で主人公たちのSPを回復してくれるが、有料かつ高額。コミュを進めると料金が安くなっていく。神社を復興させる為の資金を集めており、コミュでは神社の絵馬に書かれた願い事を主人公が叶え、ご利益があるという評判を広めて賽銭を増やす事が目的となる。
アニメ版では菜々子から貰った傘が壊れて彼女への新たな傘の代金を稼ごうとアルバイトを探す鳴上に恩を返す為に、神社の広告のアルバイト情報を持って接触する。その結果、鳴上は「隠者」「塔」「節制」「死神」「悪魔」のコミュを同時に手掛ける事になってしまう。

### その他のキャラクター
柊 みすず（ひいらぎ みすず）
演歌歌手の女性で生田目の元妻。涼やかな顔立ちで赤い着物を着ている。
「演歌界の若きプリンセス」と呼ばれ、海外公演までこなしている。夏祭りの際に持ち歌である「人の夫（もの）」を聴くことができる。
生田目とは既に離婚しているが、彼の不倫を自ら暴露する事で辞職に追い込んでいる。
無門
喫茶店「シャガール」のマスター。スキンヘッドで強面。一杯5000円の凄まじい味のコーヒーを出しており、それを飲むことで脳内に激流が迸った結果「スキルカード」を入手することが出来る。ペルソナ3に登場する僧侶「無達」は兄で、年はかなり離れている。
魔女探偵ラブリーン
声 - 堀江由衣
ゲームでは本として、アニメでは番組として登場する。本は女児向け作品なので、ナレーション曰く「高校生が読むにはきつい内容」とのこと。
鳴上の行動を不審に思った菜々子はラブリーンになりきって調査に出たほか、その姿の彼女に対して直斗は作中の決め台詞を口にしており、作品をよく知っていることをうかがわせる。
アニメ版では第13話に菜々子が好きなテレビ番組に、魔法の虫眼鏡の魔女犬（声 - 茶風林）と共に難事件を解く魔女探偵として登場する。

## コミュニティ
仲間や出会った人物達と交流をすることによって育まれる絆。条件を満たすことによってコミュが発生し、イベントを経てコミュランクを上げていく。ランクは1からMAX（10）の10段階であり、上がれば上がるほど、ペルソナ合体で経験値ボーナスなどの特典が得られる。MAXになると、そのアルカナの最上位ペルソナが新たに解禁される。
基本的にコミュのランクを上げるには、コミュイベント中の選択肢や会話（時間経過あり）によって友好度を上げ、アルカナおよびランクごとに決められたライン以上になれば次に話しかけたときにランクアップイベントが発生する。一部のコミュは自動で上昇したり友好度無視でイベントが発生する。なお、友好度は相手のアルカナと同じアルカナのペルソナを所持しておくことで上昇量が増加する。学内のコミュのみ、ランクアップする場合は昼休みにそのキャラクターが誘ってくれるので、すぐ分かる（昼休みに何もイベントがない場合）。一部のコミュは主人公のステータスを一定以上に上げるか、事前に特定のアイテムを貰わないとコミュランクが上がらない物がある。
前作同様に特定のコミュは別のコミュランクを上げることで発生する物がある。また一部のアルバイトで発生するコミュも存在する。
前作（オリジナル版）と異なり、一定期間交流が無くとも「リバース（不機嫌）」が発生することは無く、「リバース」や「ブロークン（喧嘩状態）」が発生する条件もごく一部の選択肢を選んだ場合のみに留められている。
仲間とのコミュの場合、これらに加えてランクを上げるにつれて戦闘中に「主人公へのとどめの一撃をかばう」「追撃する」「ダウンした場合起こす」などの友情行動をしてくれるようになる。また、仲間のコミュをMAXにすると、その人物のペルソナが進化する。単体への追撃は基本的にダウンしていない敵に行われるが、物理属性のため物理耐性が無効以上のシャドウは対象外となる。『ゴールデン』では一定の時期以降にコミュランクがMAXになった仲間と共に過ごす事によって、その人物のペルソナが更なる段階に進化する。
異性のコミュの中には相手と恋人として交際するか、友達として付き合っていくかという分岐が発生するものも用意されている。誰とも恋人関係にならないことも、1人のみの相手と交際することもでき、2人以上の異性と二股をかけようとした場合にはそれを咎めるメッセージが表示されるものの、それを是とする選択肢を選ぶことによって最大で六股（『ゴールデン』ではマリーが加わるため七股）の恋人関係を結ぶことができる。なお、二股以上をしても前作ほどデメリットはない。なお、りせを除くパーティメンバーには、ダンジョンに別働隊として出現したときに話しかけるとアイテムがもらえる。
コミュランクがMAXになったキャラは以降は話しかけてもコミュランクアップイベントは発生せず、その人物との絆の強さを表す会話が行われる（夜間の会話やテスト勉強などの特殊イベントは通常通り起こせる）。恋人になったキャラとは一緒に過ごして時間を経過させる事も可能。
00「愚者」自称特別捜査隊
捜査隊メンバーのコミュニティ。事件を追うごとに上がる。警察が全く当てにならない状況の中、姿無き連続殺人犯を見つけ出しこの山間の小さな町に平和を取り戻す。ストーリーの進行によって自動的にランクが上がるコミュである。
マスターしたときに解禁されるペルソナは変わる者「ロキ」。
01「魔術師」花村 陽介
彼と主人公の友情を培う過程が描かれる。いまだ稲羽にも馴染みきれず、恋も失い宙ぶらりんの陽介。今は前に進むしかないと言う。
マスターしたときに解禁されるペルソナは大阿修羅「マダ」。
02「女教皇」天城 雪子
一人の女性として自立してゆく姿が描かれる。旅館の娘として産まれた自分の将来と生き方に悩む雪子。彼女は一つの決断をし、その一歩を踏み出してゆく。
選択肢次第で恋人関係になれるコミュの一つ。
マスターしたときに解禁されるペルソナは導く者「スカアハ」。
03「女帝」マーガレット
ベルベットルームにて、特定スキルを持った指定ペルソナを作ることで進行していく。依頼をこなすうちに、マーガレットの性格と人となりが分かってゆく。彼女が主人公に依頼する真意とは?
コミュの性質上、ペルソナ全書に指定ペルソナを記録しておくことで、2周目以降は一気に終えることが可能。また、自動上昇型を除けば日数経過のない唯一のコミュ。
マスターしたときに解禁されるペルソナは再生の母神「イシス」。
04「皇帝」巽 完二
完二が「本当の強さ」に目覚めてゆく過程が描かれる。ふとしたことで一人の少年と出会う完二。
マスターしたときに解禁されるペルソナは嵐の神「オーディン」。
05「法王」堂島 遼太郎
堂島の父性と、彼が家族の絆を再認識する過程が描かれる。過去に家族を引き裂いた轢き逃げ犯に執念を燃やす堂島。
夜間に進行できるコミュだが、イベントが起せるのは堂島が帰宅している日のみ。
マスターしたときに解禁されるペルソナは万象の守護神「コウリュウ」。
06「恋愛」久慈川 りせ
偶像ではない、本当の自分を探すためにアイドルを休業したりせ。そんな彼女の元に、マネージャーが復帰を懇願しにやってくる。
選択肢次第で恋人関係になれるコミュの一つ。
マスターしたときに解禁されるペルソナは愛の女神「イシュタル」。
07「戦車」里中 千枝
テレビの世界で雪子との友情を新たにした千枝。彼女は自分の心身をさらに磨くべく修行を開始する。そんな時、商店街付近にカツアゲグループが出るという噂を耳にする。
選択肢次第で恋人関係になれるコミュの一つ。
マスターしたときに解禁されるペルソナは強き神刀「フツヌシ」。
08「正義」堂島 菜々子
幼いにもかかわらずしっかり者の菜々子。父と兄がいるが母はいない彼女は家族というものについて考え、色々な気持ちを知ってゆく。
夜間に進行するコミュで、法王コミュとは逆に堂島がいない日のみイベントを起こせる。
マスターしたときに解禁されるペルソナは邪悪を討つ者「スラオシャ」。
09「隠者」キツネ
神社に持ち込まれた絵馬をキツネから受け取り、依頼として書き込まれた願いを叶えていくことで進行していくコミュニティ。
この依頼の遂行は大抵数日を要し、内容によっては行動時間を消耗する。また、依頼を達成しただけではランクは上がらず、報告（時間経過あり）で初めて上昇する。なお、雨天だろうとほぼいつでも進行させることができる貴重なコミュでもある。
マスターしたときに解禁されるペルソナは陰に棲む者「オンギョウキ」。
10「運命」白鐘 直斗
ある時、直斗の家に泥棒が入り荒らされるという事件が起きる。後日下駄箱にあった“怪盗X”を名乗る人物からの挑戦状を基に、主人公と共にこの謎の人物に挑んでゆく。
選択肢次第で恋人関係になれるコミュの一つだが、予め特定の選択肢を選んでおく必要があったりと、他のコミュよりも条件が厳しい。
マスターしたときに解禁されるペルソナは運命を司る三神「ノルン」。
11「剛毅」長瀬 大輔、一条 康
運動部の同級生である彼らとの絆を深めるコミュニティ。サッカー部とバスケ部のどちらを選ぶかによって相手が変わるが、選ばなかった方のキャラもイベントに関わってくる。主人公の学校生活が一番垣間見られるストーリーである。
マスターしたときに解禁されるペルソナは降伏させる者「ザオウゴンゲン」。
長瀬 大輔
サッカー部員に主人公が受け入れられるよう協力してくれる長瀬。彼は女が嫌いだという。それにはある訳があった。
一条 康
バスケ部に入部した主人公と友達になった一条。彼には複雑な家庭の事情があった。

12「刑死者」小西 尚紀
小西早紀の弟、尚紀との物語。彼は周囲の同情と憐憫の目、その裏にある「被害者はこうでなければならない」という押し付けがましい視線に苦しんでいた。
マスターしたときに解禁されるペルソナは生贄の神「アティス」。
13「死神」黒田 ひさ乃
病院で出会った謎の老婦人。常に喪服を着用し、自身を死神と称する。川辺で語らううちに、主人公が彼女の亡き夫に似ていると告白し、思い出を語り始める。
悪魔コミュを進める過程で始まる。休日にしか会うことができないという極めて限定的なキャラクターのため、一回逢う度にコミュレベルが上がる。
マスターしたときに解禁されるペルソナは暗黒の王「マハカーラ」。
14「節制」南 絵里
学童保育のバイト先で知り合った母親・絵里。子供の勇太は再婚相手の連れ子であり血が繋がっていない。継子との心の距離の縮め方に悩む絵里。一方、彼女を冷たくあしらう勇太も同じ気持ちを抱いていた。
マスターしたときに解禁されるペルソナは世界を維持する者「ヴィシュヌ」。
15「悪魔」上原 小夜子
稲羽市立病院の清掃アルバイトで知り合った、同病院で働くナースの小夜子。小悪魔的に主人公をからかう彼女だが、実は自分の立場に疑問を感じている。その奥には自分のためすべきことに迷う彼女の姿があった。
夜間アルバイトで発生するコミュだが、開始する為にはある程度の「根気」が必要。
マスターしたときに解禁されるペルソナは地獄の魔王「ベルゼブブ」。
16「塔」中島 秀
家庭教師のバイト先で知り合った生徒で、成績優秀だが生意気な態度で心を閉ざしている秀。交流の中で少年は一つ一つ、内に秘めた疑問や感情を吐露してゆく。
夜間アルバイトで発生するコミュだが、開始する為には「寛容さ」を最大値まで上げなければならない。
マスターしたときに解禁されるペルソナは破壊の王「シヴァ」。
17「星」クマ
特捜隊でさまざまな経験を積み、一つ一つ大切なものを得てゆくクマ。しかし自分が何者なのかが分からない。さまざまな疑問が脳裏を掠めるが、やがて一つの結論に達する。ストーリーの進行によって自動的にランクが上がるため、クマのペルソナは確実に覚醒するようになっている。
マスターしたときに解禁されるペルソナは光を掲げる者「ルシフェル」。
18「月」海老原 あい
派手な外見と行動で主人公を振り回す運動部マネージャーのあい。恋愛というものにどこか本気になれない彼女に、ある時転機が訪れる。
運動部のコミュイベントから派生する。選択肢次第で恋人関係になれるコミュの一つだが、複数発生する選択肢によるリバース（不機嫌状態）やブロークン（喧嘩状態）、偽恋人フラグなどトラップが多いコミュである。
マスターしたときに解禁されるペルソナは祈りを伝える天使「サンダルフォン」。
19「太陽」小沢 結実、松永 綾音
文化部の同級生とのコミュニティ。演劇部と吹奏楽部のどちらを選ぶかによって相手が変わる。運動部と違って選ばなかった方のキャラは登場しない。
選択肢次第で恋人関係になれるコミュの一つ。
マスターしたときに解禁されるペルソナは偉大なる者「アスラおう」。
小沢 結実
演劇部に入部した主人公は、演劇に真剣な結実と親交を深める。結実は次のコンクールで主役をやると意気込むが、そんな時、彼女の母親が倒れたという連絡が入る。
松永 綾音
松永綾音は明るいが引っ込み思案な吹奏楽部の1年生。今日も雑用を任されている。部のみんなが帰宅した後、一人で練習を始める綾音。主人公は彼女の練習に付き合う。

20「審判」真実を追う仲間達
特別捜査隊のもう一つのコミュニティ。物語の佳境で展開される。実質自動進行コミュであるが、実は遠まわしに真エンディングのヒントになっている。
マスターしたときに解禁されるペルソナは大いなる反逆者「ルシファー」。
21「世界」
対応するコミュニティーはないが、真実を求めることでそこに辿り着ける。
究極のアルカナであり、このアルカナに属するペルソナはペルソナ全書に記録できないという特性を持つ。
0 「道化師」 足立透
『ゴールデン』で追加されたコミュ。堂島の部下である刑事の足立透とのコミュニティ。コミュ発生日時やランクMAXへの仕方が変則的なコミュである。
マスターしたときに解禁されるペルソナは、足立との決戦時にて彼に発現したペルソナである虚無へと誘う者「マガツイザナギ」。
20 「永劫」 マリー
『ゴールデン』で追加されたコミュ。ベルベットルームに登場する謎の少女マリーの正体を探る。追加ダンジョンのトリガーでもある。
選択肢次第で恋人関係になれるコミュの一つ。
マスターしたときに解禁されるペルソナは月夜の異邦人「カグヤ」。

## 舞台
本作における地名の多くは、日本神話に登場する地名および用語に由来している。

### 稲羽市（いなばし）
市の花は蒲（がま）、市の動物は兎。
稲羽市は行政区域としての名称で、地域・地方としては「八十稲羽（やそいなば）」と言う。
歴史
大昔には天然の要塞とされ、その後付近で最も高い八十神山に城が築かれたのをきっかけに城下町が生まれ、これが八十稲羽の原型となる。八十神山の山の幸、市の中央を走る河川・鮫川の川の幸に恵まれ、戦国時代にも大した戦火に巻き込まれることもなく存続してきた。
江戸時代には温泉地として発達。信玄の隠し湯を売りに賑わいを見せた。しかし、八十神山の大火によって城が焼失すると、領主らは旧城へと移り住み、城下町の住民の大半も移動して温泉地としての八十稲羽は忘れられていった。
明治になると炭鉱の町として再び賑わいを見せる。この時大量の人口流入があり、現在の稲羽市の形が整うことになる。現在の稲羽市民の多くはこの時増加した住民の二世、三世である。しかし、時代が石炭から石油へと移行することで、1980年代に稲羽炭鉱も閉山する。その後、目立った産業も名物もないまま、稲羽は徐々に過疎化と高齢化の波に冒され、現代に至る。
現在
最寄の都市から電車を乗り継いでも3時間という土地柄、通勤圏からも産業地としても外円にあり、大型の道路網も国道が市の南部に300メートルほどかすめるに留まっており、また陶製や染色といった伝統工芸以外目立った産業もなく、完全に孤立した“商業モデルの谷間”地域と化している。
市内のアクセスもローカルバスと稲羽線を中心とした八十稲羽駅（モデルは石和温泉駅）が南部に1つのみであり、直接都会にアクセスできないので市民の生活範囲はほぼ市内だけで完結している。現在の人口は5万人程。
近年、町興しの一環として“ビフテキ”を名産品にしようという行政も後押しする動きがあるが、盛り上がりに欠けるのが現状である。

### 八十神高等学校（やそがみこうとうがっこう）
主人公ら特別捜査隊の通う高校で、1年間の大事な舞台となる。
概要
共学の普通科で3学年、1学年3クラスとなっている。通称「八高（はちこう）」。県内ランクは中ランク。近年ランクは上昇中で、生徒の素行も良いと評判。生徒会と言った自治的な組織はなく、自由気ままな校風となっている。実は県庁などに八高出身の学閥がある。
『ペルソナ3』の舞台となった名門私立高校・月光館学園と交流があり、月光館学園側が部活合宿で稲羽に訪れたことがあるほか（『ペルソナ3 ポータブル』にて追加された描写）、修学旅行では交流授業を取り付けている。
施設
校舎は教室練と実習練からなり、やや老朽化が目立つものの定期的に補修されているので、現在まで新校舎建設の予定は無し。かつて栄えていた頃の名残で教室は多かったのだが、近年の過疎化で空き教室が目立ち、そこを実習練に改装。それが逆に生徒数のわりに設備が充実しているとして評判となる。
校舎以外では講堂を兼ねる体育館と、校庭と小さいながらも野球場がある。ただし、プールはないので水泳授業は行われていない。
校則
校則はかなりゆるいという設定。制服着用とは書いてあるものの、あまり目立った改造をしなければうるさくは言われない。男子用、女子用の規定はあるものの「女子が男子の制服を着てはいけない」とは書かれていないため、基本的には直斗は校則違反ではない。またアルバイトも「学生の本分を妨げない限り」届出を出した上で許可される。もちろん学生に相応しくない職種は認められない。なおバイク通学は禁止されている。
部活動
部活動も存在し、全国的に有名なものなどはないが、上記のように実習設備は充実している。主人公が入るものでは、運動部ではサッカー部とバスケットボール部、文化部では演劇部と吹奏楽部が登場する。これ以外では会話上で陸上部が登場し、アニメでは囲碁部の勧誘ポスターが張り出されており、ドラマCD第3弾では手芸部の存在が語られている。
文化祭
毎年行われる文化祭は、部外者も入場可能なため、稲羽市の人々からは辰姫神社の夏祭りと同じ感覚で受け入れられている。外部の業者も出店が認められているため、それぞれの店が切磋琢磨し大きな盛り上がりを見せるという。

### 八十稲羽商店街（やそいなばしょうてんがい）
かつては地元の人々に愛される商店街であったが、物語の始まる頃にはジュネス進出により客が流れてしまい、多くの店が閉店している。住人は客を奪われたことには不満だが、地域活性に一役買っているジュネスに複雑な感情を抱いている。
『ペルソナ3 ポータブル』の女性主人公編では部活合宿の際にジュネス出店より1年前の商店街が見られ、その時点では小規模ながらも活気あふれる雰囲気であった。
MOEL石油（モエルせきゆ）
商店街南口入り口にあるガソリンスタンド。主人公が八十稲羽へ来て最初に立ち寄った際には、気さくな店員が対応した。大通りに面しているのにもかかわらず、あまり流行っていない。
四目内堂書店（よめないどうしょてん）
屋号は店主の本名からそのままとられたもの。実は開業してから職種にふさわしくない名前だと気が付いた。店の名が有名になるとそれを気にして、いまでは店主の趣味の本しか置かなくなっている。
だいだら．（だいだら“ぼっち”）
店名は、最後の“．”もふくめて、だいだらぼっちという。金属細工店という触れ込みであるが、扱っているのはどうみても危険な武器防具の数々。これらはすべて、店主（声 - 江川央生）のアートである。ときどきうれしそうに自作の“アート”を振り回す姿が目撃されるが、顔に派手な刀傷をつけ、頑固で無骨な主人が怖くて誰も通報できない。そんなことに気付かない主人は、周囲のよそよそしさを寂しがっているという。なお、彼の「アート」を理解する人間は少数だがおり、『ゴールデン』では八十神高校に通う弟子も登場する（無印版では弟子入りを突っぱねている描写がある）。実はかなりの冷え性で、工房の火種がないと生きていけない。
戦闘で得たシャドウのドロップアイテムを一定数売却することで、新しい武器や防具を作成し、販売してくれる重要な施設でもある。なお、なぜかテレビの中から持ち出した素材を知っており（現実にはありそうにない物体ばかりにもかかわらず）、『ゴールデン』では記憶喪失のため出所不明なマリーの私物の鑑定を行って見せた。
ゲームでは必須の存在であるが、アニメでは鳴上たちが武器を携帯しないため第13話まで全く出番がない。登場時に花火職人でもある（「花火もアート」と言っており、ゲーム版でも本業として続けている模様）ことが判明する。
丸久豆腐店（まるきゅうとうふてん）
昔ながらの製法が支持されて、ジュネス出店後も生き残った数少ない店の一つ。久慈川りせの実家。
屋号の由来は本名の久慈川からだが、周囲からマルキュウさんとしか呼ばれないため、本当の苗字はあまり知られていなかった。りせの祖母が一人できりもりしていたが、よる年波から開店時間が縮まり、休業の日が増えていた。孫のりせが戻ってきてからは彼女が手伝うのでフル稼働である。朝一番の水揚げは登校前の彼女の仕事。その噂が広まったため、付加価値を求めて早朝から男性客が列をつくるようになった。
四六商店（しろくしょうてん） / スナック紫路宮（スナックしろく）
古くからこの地に店をかまえる雑貨屋で、店名は創業時に薬売りを営んでいたため、よく効く薬の代名詞であるガマの油売りに由来する“四六のガマ”からとられた。現在は恰幅のいい子供好きのおばちゃん（声 - 鍋井まき子）が一人で切り盛りする何でも屋。雨の日は全商品を2割引きで買うことができる。
主人公は「ぼっちゃん」と呼ばれ気にかけられているが、いつも変なもの買っていくため心配されている模様。また、クマが好物であるホームランバーを買うのもここであり、真冬でも大量に買い込みに来る（クマは自分が如何にアイスが好きであるかを熱弁している）。
店の前には自販機（飲むとHPまたはSPが微量回復する飲み物が買える）とカプセルガシャポンがある。ガシャポンのほうは雨の日でないとダイヤルが回らない（敵に一定数値の属性ダメージを与えるアイテムが入っている）。
アニメではだいだらの店主同様出番がなかったが第13話で登場。夏祭りでかき氷の屋台を出していた。
『ゴールデン』では、昼のみ雑貨屋として営業し、夜はスナックとなっている。
愛家（あいや）
「アイヤー」など怪しい中国語が特徴の店主が有名な、上海帰りの本格中華をうたった地元の中華飯店。だが経営しているのは地元稲羽の中村さん夫婦で、元々は何代も続いた油屋だった。味はほどほどだが大ボリュームが売りで、特に雨の日限定で出されるご飯3kg・肉3kgのスペシャル肉丼は完食すれば無料だが達成困難（残した場合は3000円）。食べるメニューの種類に応じてステータスの各項目が上がる。なお肉の種類は「本格中華だから羊頭狗肉アル」と店主がからかうが、れっきとした豚肉。
口調は、以前読んだ「THE 麺道」という本の影響だと本人談。
上記のように、テレビアニメ版では店を経営する中村夫婦の娘・あいかが八十神高校に通っているという設定が付け加えられており、あいか自身も出前などがない場合は店の仕事を手伝っている。『ゴールデン』では店主から話題には出るものの、毎回ニアミスで会うことはない。
惣菜大学（そうざいだいがく）
昔は下着屋だったが、今の店長の代に突然肉屋に鞍替えした。しかし、肉だけ売っていても繁盛しないと気付き「お袋の味」を売りにした惣菜屋へ再び転職。しかし都会とちがって稲羽市民はお袋の味に飢えていないため、これもさっぱり売れなかった。近年では町おこしに便乗した実在不明の「稲羽牛」を使用した（という触れ込みの）ビフテキメニューを作成。学生からの支持は厚いが、本格的なステーキハウスには適わず行き詰まりを感じているという。なおビフテキ串の8割は牛肉だが、残り2割は企業秘密。白鐘直斗はそれが肉ですらない可能性も指摘している（実際肉のように作った精進料理などもある）。
巽屋（たつみや）
明治期に地元の清浄な鮫川の流れを用いて開業した老舗の染物屋。パーティーメンバー巽完二の実家。技術は確かと評判で、先代の店主は全国的に有名な染物職人であった。その名声は今も伝わっており、ジュネス進出後も危なげなく健在である。天城屋旅館に染物を卸しているため、昔から天城家と親交がある。
コニシ酒店（こにしさけてん）
古くから続く酒屋であったが、ジュネス進出で存亡の危機にある。事件の第二被害者・小西早紀とコミュメンバー小西尚紀の実家。その後、日本酒を原料とした化粧水を販売するなど、創意工夫を重ねている模様。幻の芋焼酎・森欄丸の取扱店。
丸竹模型店（まるたけもけいてん）
ジュネス進出により閉店してしまった模型店。現在店主ら夫妻は農業にハマっているとのこと。ただし祖父が興した模型店を潰したこと、子供たちの笑顔が店で見られなくなってしまったことから未練もあるようで、模型製作を主人公に依頼してくる。娘が八十神高校に在籍しており、彼女からも依頼を受けることが可能。
天城屋旅館（あまぎやりょかん）
稲羽市商店街のバス停からバス一本で行ける老舗旅館。パーティーメンバー天城雪子の実家。温泉の泉質は酸性ラドン泉。客室は全30室、そのうち半数が離れとなっており、稲羽の山と自然を堪能できる名店として全国区の知名度を誇り、メディアにも何度も取り上げられている。地野菜と渓流魚など八十稲羽の素材をつかった料理も売りの一つ。板前の間では「お嬢さんにお使いさせるべからず」が常識になっている。
稲羽市立病院（いなばしりつびょういん）
商店街のバス停から行ける総合病院。精密検査や急患の受け入れ、長期入院など一通りの医療行為を行える設備が整っている。完二の父はこの病院に緊急搬送されてそのまま亡くなっており、完二にとってはトラウマとなっている場所である。
イベントでたびたび訪れることになるほか、清掃員のアルバイトおよび上原小夜子との悪魔コミュはここで進行される。
辰姫神社
巽屋のすぐ隣の石段を登った先にある神社。御祭神は豊玉昆売命（トヨタマヒメノミコト）で、ご利益は開運や安産、水難除厄など。人気の少ない神社だが、夏休みや大晦日には催しが行われてそれなりに人が集まる。裏山では精力増強などの効果がある葉っぱが取れたらしい。
隠者コミュを完了させるとおみくじがひけるようになり、直接会わずとも友好度を上げることができるようになる（ランクアップは不可能）。『ゴールデン』では、隠者コミュ開始時点で使用可能（夜も利用できるが、雨の日は不可）。また、釣りに使う虫の調達や釣った魚と石の交換なども行える。

### ジュネス（JUNES八十稲羽店）
物語の始まるほぼ1年前にオープンしたジュネス系列ジュネス八十稲羽店。店名はフランス語で「若さ」「青春」「青年期」を意味する。
地域密着型を志向し若者を中心に活気ある展開を見せ、稲羽市はもとより、隣の沖奈市からも多くの人が訪れる。パーティーメンバー花村陽介の父が店長を務める。「ジュネスは毎日がお客様感謝デー、来て、見て、触れてください」「エブリディ・ヤングライフ・ジュネス♪」とCMをうち、いまやファミリーや若者たちにとってかかせないトレンドスポットとなっている。一条いわく、「ワンダーランド」。
構造はエスカレーターのある開放感たっぷりの吹き抜けホールを中心に、西をジュネス、東を専門店街と左右対称構造の二階建てとなっている。屋上にはフードコートや遊園地があり、ヒーローショーを催すこともある。
特にマスコットなどはなかったが、陽介の家に居候することになったクマをアルバイター兼マスコットとして（表向きは陽介がどこからか連れて来た青年・熊田と、彼が持参してきた着ぐるみという扱い）活動させ始め、そのままちゃっかりと座を射止めている。マスコットとしての名前はクマダクン。『ザ・ゴールデン』ではジュネス本社から視察に来た重役から気に入られ、本社からも認知される存在となった。
ジュネス1F
食料品売り場。ここに限り24時間営業で、帰宅の遅い人、夜勤や夜間に仕事のある人に重宝されている。堂島の好むたくあんブランドもここにしかない。お惣菜の入れ替えは16時と19時、22時。
ジュネス2F
洋服や日用品、家電コーナーがある。特別捜査隊が“向こうの世界”に飛び込むための大型テレビがここにある。家電は充実しているようだが、テレビを買う人はあまりいないらしい。そのため店員も基本的にいないが、たまに人がいると騒ぎになるので中に入ることはできなくなる。
屋上
フードコートとちびっこ広場という屋外遊園地がある。なお広場にある看板の動物絵は店長直筆。フードコートは特別捜査隊の溜まり場で、推理から雑談、テスト勉強までここで行うことが多い。最近は地元名産を取り入れてビフテキを開始。さらにはハンバーグ、ビフテキ、メンチカツ、カラアゲからなるウルトラヤングセットもある。ただし同じメニューの中に“国産ハンバーグ”というものがあるので、セットの肉は国産でない模様。
屋外ステージもあり、ここで各種イベントやヒーローショーなどの催しを行う。
アルバイトの時給は高校生690円、一般900円。陽介は時給400円くらいでこき使われている。

### 稲羽市の近隣
八十神丘陵（やそがみきゅうりょう）、八十神山（やそがみやま）
稲羽を取り囲むように存在する丘陵地帯で、八十神山はその最も大きな山岳である。上記のように、この地形を天然の要塞として築城に活用したのが稲羽の始まりだが、そのために八十稲羽は元来より交通の便が悪い。
またこの地形のため、稲羽は冬になると豪雪に見舞われる。丘陵にはそれを活用したスキー場も多数作られており、シーズン中は大いに賑わいを見せる。
沖奈市（おきなし）
稲羽市の近隣にある中規模都市。近隣とはいっても間に八十神山を挟んでおり、電車もあるがその本数も多くないため、バイクなどがないと稲羽市からはそれなりに交通時間がかかる。清流を活用した製紙業が盛んで、近年は様々な企業の工場が置かれる工業都市として発展しており、人口は25万人ほどと稲羽市よりも遥かに多い。工場労働者の家族が多数生活しているため、若者向けの商業施設およびレジャー施設が充実しており、稲羽市の住人も娯楽目的でしばしば訪れている。
特別捜査隊メンバーやコミュニティの友人とのイベントで訪れることになるほか、『ゴールデン』ではバイクに乗れるようになって土地勘をつかんだ後には自由に行き来できるようになる。
七里海岸
『ゴールデン』で登場。稲羽市の最寄となる海岸。最寄と入っても内陸である稲羽市からであるため、バイクでもそれなりの時間がかかる。観光として見ると寂れているが、夏は小規模ながら海の家があり、釣り客や遊ぶ家族連れがいたりと憩いの場として機能している。

### テレビの世界
エントランス
ジュネスのテレビから入ることで到着する場所で、テレビの世界における特別捜査隊の行動拠点。鉄骨が組まれた足場や照明機材など、テレビの撮影スタジオのような外見をしている。
殺風景な部屋（さっぷうけいなへや）
主人公たちが最初にテレビの世界に入り込んだ際に訪れた「誰かの心を反映した場所」。名称通り殺風景な小さな部屋で、顔の部分が破かれたポスターが各所に張られている。後にテレビの世界の仕組みを知った主人公たちは、ここは最初にテレビの中に落とされた山野真由美の心を反映した場所であり、顔の破かれたポスターは生田目の本来の妻である歌手・柊みすずのものだと推測している。
異様な商店街（いようなしょうてんがい）
小西早紀の心を反映した世界。稲羽中央通り商店街に酷似しているが、空が不気味などす黒い赤になっている。小西早紀のシャドウの残留思念と見られるものが残っており、彼女の実家を模した箇所では商店街とジュネスに対する負の感情を誇張した言葉がこだましている。
雪子姫の城（ゆきこひめのしろ）
雪子の心を反映した世界。「生まれつき運命が決められて束縛されている」という苦悩と、「それから脱したいが、自分で抜け出す勇気は無いから誰かに連れ出してほしい」という願望が歪められたことで、「お城で自分を連れて行ってくれる王子様を待つ、囚われのお姫様」というメルヘンチックな形になった。内装は、当初自分の王子様になってくれる（助けてくれる）と期待していた千枝への意識を反映し、赤色一色で染め上げられている。
熱気立つ大浴場（ねっきたつだいよくじょう）
完二の心を反映した世界。女性への苦手意識や趣味へのコンプレックス、直斗と出会ったことで生じた自身への同性愛疑惑などが歪められて発現した。さらに完二のイメージする発展場（男性同性愛者の性行為場所）が誇張されたことで、「男子専用」という上り旗の立ち並ぶ怪しい雰囲気のサウナを形成した。初めて入ろうとした際、明らかな同性愛を連想させる謎の男性の声が中から響いてきたため、主人公ら（特に陽介）は大いに躊躇した。
特出し劇場丸久座（とくだしげきじょうまるきゅうざ）
りせの心を反映した世界。「本当の自分を見てほしい」というりせの苦悩と願望が歪められ、派手なストリップ劇場という過激な形になった。
ボイドクエスト
美津雄の心を反映した世界。現実の生活や自分自身の存在に虚無（ボイド）を抱き、現実にリアルを感じない美津雄の感情が形となった結果、ドット絵のレトロなRPG風の世界になった。
秘密結社改造ラボ（ひみつけっしゃかいぞうラボ）
直斗の心を反映した世界。特撮番組やアニメの秘密基地のような外見をしている。最深部には改造手術を行うための手術台がある。
天上楽土（てんじょうらくど）
菜々子と、彼女を入れたすぐ後にテレビの中に逃げ込んだ生田目の心を反映した世界。亡くなった母にまた会いたいという思いと幼さゆえの純粋さのため負の感情が希薄だったことから、他の世界とは異なり歪んだ心理の具現化が少ない「美しい天国」の形となっている。ただし、生田目の心を反映したと見られる現代的な建造物が一部に混在している。
禍津稲羽市（まがついなばし）
足立がアメノサギリの能力を使い、自ら作り出した二重構造の世界。本作の表向きのラストダンジョン。他の場所とは異なり、足立が自らの意思で制御できている。足立の現実世界への絶望と屈折した願望を反映するかのように、廃墟と化した稲羽市の街並みが再現されている。下層部は「マガツマンダラ」という罠が張り巡らされた迷宮となっている。
虚な記憶の墳墓（うつろなきおくのふんぼ）
『ゴールデン』のみ登場するダンジョンで、ある理由からテレビの世界に入ったマリーの心を反映した場所。花びらに多い尽くされた墓所とマリーが主人公達と過ごした八十稲羽の風景が混在している。アイテムや装備品を一切持ち込むことができず、戦闘が終了するたびにSPが強制的に半減してしまう。記憶を取り戻したマリーの「主人公たちを守りたいから霧とともに消えなくてはならない」という思いと「本当は消えたくない」という相反する願いが反映されている。このダンジョンをクリアしてからトゥルーエンディングを迎えると、後日談が描かれるエピローグ「僕らの夏休み」を観る事ができる。
黄泉比良坂（よもつひらさか）
黒幕であるイザナミが作り出した世界。トゥルーエンディングを迎える条件を満たした場合のみ入れる真のラストダンジョン。赤い幾何学的なパーツで構成された鳥居や参道を思わせる道が続き、人外の存在が作り上げたため、他の世界にはある「人の心の迷い」を反映した不完全・不安定な部分がまったく存在しない。主人公は稲羽市に来て最初の頃、イザナミが夢の中で接触・干渉してきた際にもこの世界を見ているが、その時は深い霧に覆われていてほとんど視界が利かない。

## 用語
ペルソナ
誰しも持っている、心に秘めた「もう一人の自分」のこと。人が事物と関わる時、面（おもて）に現れる相。神話的な由来を持ち、力の覚醒者のみ使役できる。シャドウに対抗できる唯一の手段。
『ペルソナ3』では心にトラウマを持つ者が覚醒し、拳銃型の召喚器を用いて自身の頭を打ち抜き（擬似的な死の体感）召喚するなど後ろ暗い要素が多かったが、今作では「死 / 概念」との関連性はなく、また心のトラウマでもなく、自身の影は「心の奥底に潜むもう一人の自分」であり、ペルソナは「自身を見つめる前向きな心の具現」となっている。
召喚方式も変更され、自身のアルカナが描かれたカードを破壊して召喚する。これは自身に打ち克つ＝ブレイクスルーの象徴であり、アイデンティティ(自己同一性)を確立した者がペルソナ能力を獲得できる。意味合いとしては『ペルソナ2』までの作品と同義になっている。ただし、現実世界での発動は不可能。
ペルソナとシャドウは本質的には同質の存在であり、「意思によって制御されたシャドウ」がペルソナである。自分の影（シャドウ）を否定・拒絶すると、影は「独立した個」になることができ怪物化して暴走するが、自分の一部として肯定し受け入れるとペルソナに変化するのはこのためである。
なお、本作における主要人物のペルソナは日本の神話に登場する神々や物語、歴史上の人物がモチーフとなっている。
テレビアニメ版ではペルソナの設定や戦い方が原作ゲームから変更されており、戦闘中は本人が直接戦うのではなく常時ペルソナを表出させて戦わせるものとなっている。ペルソナのダメージは使用者本人のダメージ（痛み）となりペルソナが吹き飛ばされると使用者もリンクして吹き飛ばされる。鳴上悠のみ、ペルソナチェンジすることで相手の拘束を振り切ったりできる。また、アギやジオなどの魔法名を使うことはないが設定として存在しているらしく、りせの影やヒミコがスキャンを行った際に魔法名が表示されたり、第17話ではクマがエナジーシャワーの魔法名を口にするシーンもある。
メガネ
クマが主人公たちのために用意した物。装着すると視界を遮るテレビ由来の濃霧が取り払われ、心身への悪影響も軽減される。クマは眼自体がレンズであるため不要らしい。クマがノリで作った鼻眼鏡も一応効果はある。この鼻眼鏡は熱い要望により、『ゴールデン』では衣装のバリエーションとして登場。
シャドウ
人の自我から零れ落ちた心や感情の一部であったもの。かつて在ったモノの断片であり影。人の心を貪り食らう存在。元となった感情の強さによって、稀に強い力を持つ個体が生まれることがある。中に人間が入ることで、その人物個人のシャドウ（自分の“影”）が形成される。
現実世界で霧が出ている間はテレビの世界の中は晴れ、その間シャドウは凶暴化する。凶暴化したシャドウに普通の人間は太刀打ちできないため、殺されてしまう。ただし、ペルソナ使いに対しては霧の日に関係無く襲い掛かる。
上述のようにペルソナとシャドウは本質的に同一の存在である。特例として、クマは元となった自我がどの人間かも判別できない断片としてのシャドウであるが、元の人間から独立した自我が芽生え、育んだことから、シャドウでありながらそこからさらに別のシャドウおよびペルソナが発現している。
自分の“影”
それぞれの人物が心の奥に持つ感情を軸として、テレビの中に現れるその人物の影。自分が認めたくない､人前で抑圧した感情でもある。鈍い金色に光った瞳や濁り、ノイズがかった声といった共通の特徴が見られる。存在を否定されることによって本体より分離して独立し、周囲のシャドウを取り込んで暴走する。しかし、存在を認め受け容れた時には、ペルソナとして昇華する。ただし、この時点では受け入れただけで現実に対処できていないため、さらなる段階に進むためには悩みに対して決着をつける必要がある。
マヨナカテレビ
稲羽市に流れている都市伝説。雨の降る夜の午前0時に点いていないテレビで自分の顔を見つめると運命の相手が映るという内容である。テレビの中に人間が入らない限り映像は荒れた人影が映るのみだが、人間が入るとその人間の影を主役としたバラエティ風の番組が映る。なお、主役となる人物は一度明確に報道されている必要があるようで、報道されていない陽介・千枝・久保、報道はされたが特定されていなかった菜々子らのバラエティは発生しなかった。
その本質は人々の特定の人物に対する「内面を覗きたい」という願望を投射するもので、テレビの中の世界に影響こそはするが直接的な関係はない。画面に映る姿は周囲のイメージをベースとしているため、公式プロフィールが存在する人物はその通りのプロポーションとなっており、言葉でしか語られないなど対象となる人物像が明らかになっていない場合は映る姿はひどく曖昧な物となる。また、バラエティが形成される前はそれを見る人の対象人物への思い入れによって鮮明度が変化し、複数の人物が同じ思いを抱いてテレビを見た場合はそのイメージに沿った映像が表示される。中に入った人間の「見せたい欲求」も投射するため、見たいと思われている当事者が中に入ればより鮮明な「番組」が生成される。
シャドウの暴露も含めて主人公たちがテレビの中に入っている間も番組は進行しているようで、外の反響が中に伝わってくることがある。事件後に主人公たちのことは特に話題に上がらないため、映っていないと推測されている。霧が現実世界に漏れ出した後は、雨の日でなくても映るようになり、様々な映像を見せていた（他人の悩みや霧に沈んでシャドウだらけになった町など）。
アニメ版において、主人公が録画を試みたが、そもそも機械的に映っていないテレビなので録画は失敗した。
ベルベットルーム夢と現実、意識と無意識の狭間にある空間。今回は、リムジンの車内になっている。ペルソナシリーズの恒例で、今回もここでペルソナの合体（融合）ができる。管理人のイゴールやマーガレット曰く、ベルベットルームの内装や人員は契約者によって変化するという。また、中の人物構成は常に必然であり、その時あるべき人物構成となる（ある時「イゴールの存在が不要」であるなら、マーガレットしかいなくなる）。
契約者の鍵を使って路上などに存在する青い扉に入るか、あるいは夢の中で訪れるかのどちらかで中に入ることができる。ただし、この部屋は育むべき自我を持つものしか存在できず、抜け落ちた自我の欠片にすぎないシャドウは決して入ることができない。
テレビの世界
正式名称は「虚ろの森」。特別な素養を持つ者のみがテレビを入り口にして踏み入ることができる謎の世界。内部は霧で覆われており、肉眼ではほとんど視界が利かない。どのテレビがどの場所に出るかはあらかじめ決まっており、主人公たちはジュネスのテレビから入れる場所を拠点としている。この場合、スタジオのような広場に出る。
中に人間が入るとその個人のシャドウと悩みやコンプレックスを反映した領域が形成される。また、この中で死亡するとアンテナなどなぜかテレビ絡みの場所でぶら下がった形で死体が発見されるが、この原理は不明である。
この中で入手したものを現実世界に持ち出した場合、「消えないランプ」など機能そのままに実体化するようで、だいだら.で武器の素材にしたり困っている人にあげたりできる。
主人公達は入り口となるジュネスの家電売り場まで武器防具を目立たずに持ち込む為、入り込む際には常に制服を着ている（休日でも一度制服に着替えてから入る）アニメ版では装備自体が無く、この説明付けもない為、日によっては私服姿でそのまま入る事もある。
霧
テレビの中の世界に立ち込める霧。周囲の人とのつながりを希薄にする性質があり、長時間の接触は心身に悪影響を及ぼすらしく、現実世界に湧き出した際には、精神を押し潰され喋ることもできなくなるか、他人を気にしないようになって変に生き生きした感じになる。
霧の実体は、アメノサギリ曰く「真実を隠しておきたい」という欲求に従って発生しているものであり、現実の霧によって周囲が見えなくなることで真実を求める心が増幅した結果霧が晴れる、という仕組みになっているとのこと。シャドウが暴走するのは、押し込められた精神が暴かれる拒絶反応の類である。なお、現実世界の霧はここ数年で急に発生してきた異常気象らしい。
なお、ゲームではそれほど見えないというわけではないが、実際はすぐ隣にいる人物の顔が判別できず、数m先に人間がいるかどうかも分からないほど濃い。
ワイルド
究極のアルカナである「世界」を含めたありとあらゆるアルカナを扱うことが出来る、特殊なアルカナ。主人公の初期ペルソナは愚者であるが、愚者系列のアルカナなのかどうかは不明（現在は関係性を否定されているため）。ペルソナの成長速度が他に比べて異常に遅いが、絆を結んだ相手に相当するアルカナを力として取り込むことが出来る。

## 登場する商品

### 実在の商品
今作『ペルソナ4』では、ゲームの作中や公式ファンブックなどにおいて、数々の実在する商品名が劇中に登場している。これらの中には正式なタイアップとして登場するものもある。このほかゲーム中では解像度の関係で視認することはできないものの、雑貨屋に陳列されている商品などにも実在の商品のパッケージなどが貼り込まれている。なお、『ゴールデン』でも引き続きタイアップされているが、Steam版以降では一部名称が差し替えられている。
おっとっと（森永製菓）
巽完二の大好きなスナック菓子で、数々の隠れキャラクター（ひみつのなかま）を見つけるのが醍醐味。海外の『ペルソナ4』ではアニマルクッキーに差し替えられている。
Steam版以降では「すいすいスナック」という名称に差し替えられている。
ポテロング（森永製菓）
細長いポテトスナック。1周につき1回しか入手できないがHPが全快する。
Steam版以降では「フラいもポテト」という名称に差し替えられている。
ホームランバー（MEITO）
昔からある当たりつきアイスバーで、バニラとチョコの2種類の味がある。クマの大好物で、花村陽介がジュネスで得たバイト代のほとんどがこれに消えてゆき、クマ自身のバイト代も大部分がこれの購入に費やされる（そのためクマは主人公たちの修学旅行を追跡する際、これを我慢して交通費の貯金を行った）。元々は完二お気に入りのアイスであり、クマがテレビの外に出てきた初日に陽介のおごりで完二と2人でアイスを買うこととなって彼から薦められたのがきっかけ。
リボンシトロン（サッポロ飲料（現・ポッカサッポロフード&ビバレッジ））
爽やかな味わいの清涼飲料水。飲めばSPが10回復する。なお、『ゴールデン』が発売に合わせ、2012年7月から9月までの期間限定でアサヒ飲料とのコラボレーションでペルソナ4のイラストが描かれたリボンシトロンが発売された。購入者の中から抽選でペルソナ4グッズが当たるキャンペーンも併せて実施されている。
リボンナポリン（サッポロ飲料）
爽やかな味わいの清涼飲料水。飲めばHPが10回復する。なお、実際のリボンナポリンは北海道でしか売られていない商品。
赤いきつね（東洋水産）
うつわに赤いラインのはいった即席めん。作中では実名で登場する場面もあり、書籍『ペルソナ倶楽部』でも名称が明記されている。雪子はこれに浮かんだおあげが好物である。
緑のたぬき（東洋水産）
うつわに緑のラインがはいった即席めん。作中では「蕎麦のほう」で実名は登場しないが、赤いきつねと共に登場し、書籍『ペルソナ倶楽部』では名称が明記されている。千枝が放課後によく食べる。
がぶ飲みメロンクリームソーダ（サッポロ飲料）
ゲーム内の5月18日に堂島家の冷蔵庫を確認すると、中に入っている。

### パロディ
タイアップ商品の他にも実在する商品のパロディが登場する。
ドクターペッパー
胡椒博士NEOの名称で登場。飲むとSPが微量に回復する。
『P4U』では、クマがおこなうアイテム攻撃の中にも登場、効果は取得した側がSP回復&状態異常回復。
ポンジュース
盆ジュースの名称で登場。飲むとSPが微量に回復する。
カロリーメイト
カロリーフレンドの名称で登場。食べるとHPが微量に回復する。

## スタッフ
オリジナル版
- エグゼクティブプロデューサー - 猪狩茂
- プロデューサー・ディレクター - 橋野桂
- アートディレクター - 副島成記
- コンポーザー - 目黒将司
- チーフプランナー - 渡部篤、木戸梓
- シナリオ&コミュプランニングリーダー - 木戸梓
- シナリオライター - 田中裕一郎、川嵜暁
- イベント&システムプランニングリーダー - 伊東大輝
- イベントプランナー - 玉利光貴、廣田清十
- イベントサブプランナー - ふくしましんご、はぎわらたかし
- コミュイベントプランナー - たさかたかお、南部綾一
- コミュイベントサブプランナー - こがけん、よだせつこ
- バトル&フィールドプランニングリーダー - 渡部篤
- バトルプランナー - 小西利樹、金田大輔、美藤葉子
- バトルサブプランナー - やまだしんや、ふじむらそういちろう
- チーフプログラマー - 古坂雄二郎
- バトルプログラマー - 新居田俊行
- イベントプログラマー - 三輪喜由
- ファシリティプログラマー - 矢島大亮
- インターフェースプログラマー - 埜渡貴裕
- アシスタントプログラマー - いまにしともひこ
- システムプログラマー - 遠山博一
- チーフデザイナー - 和田和久
- イベントデザインリーダー - 薄田無門
- イベントデザイナー - 伊東亜子、やまぐちたくや、こばやしまさえ、みやでらゆうた、こいずみたくみず
- 3Dキャラクターデザインリーダー - 沖田香織
- 3Dキャラクターデザイナー - 大島桂悟、針谷美雪、せんざきしんや、はやしりょうすけ、重田幸恵、藤岡弘基
- 2Dキャラクターデザイナー - 内部花子
- モーションデザインリーダー - 前田直哉
- モーションデザイナー - おかがわまさなり、したらあきひろ
- フィールドデザインリーダー - 深澤修児
- フィールドデザイナー - 荒牧厚太郎、いしばしじゅんこ、はまだまさこ、ちばりょうすけ、はやさかあゆみ、小原美穂
- バトルデザインリーダー - 鈴木正勝
- バトルデザイナー - 垣内ひとみ、いわたまゆみ、いとうひでのり
- インターフェースデザインリーダー - 須藤正喜
- インターフェースデザイナー - 塔筋幸重
- オリジナルデビルデザイン - 金子一馬
- エネミーデザインコーパレーション - 岩永悦宜
- キャラクターデザインコーパレーション - にしむらえり
- チーフサウンドデザイナー - 土屋憲一
- サウンドデザインアシスタント - 喜多條敦志、小塚良太
- アニメーションディレクター - 西澤晋
- アニメーションワークス - A-1 Pictures、スタジオ雲雀
- 3Dモーションワークス - デジサイトグラフィックス

## 音楽
作中で使用される楽曲の8割は目黒将司が手掛けている。前作『ペルソナ3』同様、フィールドや戦闘で流れる曲にもボーカル曲が多用されており、これが目黒の作風の特徴にもなっている。一方、『3』ではダークで静かな曲が中心だったのに対し、今作では明るく、ポップな曲が多くなった。「時価ネットたなか」と「全ての人の魂の詩」は前作を引き継いでいる（時価ネットたなかの曲はサウンドトラックに収録されていない）。
エンカウント戦闘で使用される通常戦闘曲「Reach Out To The Truth」もボーカル曲となっている。最終戦闘曲である「The Genesis」は一曲で7分半も使うという、シリーズの戦闘曲では一番長い曲（目黒談）となった。
『ゴールデン』では新オープニングや戦闘曲、追加イベント用の曲など新たに15曲が追加された。
PERSONA4 MUSIC BAND
『ペルソナ4』の曲（後述するテレビアニメ版や『マヨナカアリーナ』などの派生作品を含む）を"PERSONA4 MUSIC BAND"と名付けられたバンドが、ペルソナ音楽ライブイベント『PERSONA MUSIC LIVE』で演奏することもある。基本メンバーは下記の通り。
- 平田志穂子（Vo.）、川村ゆみ（Vo.）、Lotus Juice（RAP）、目黒将司（G.）

2012年8月には日本最大のアニソンライブ『アニメロサマーライブ』や、a-nationのアニソンイベント『ANISON GENERATION 〜アニジェネ〜』にも出演している。

## 主題歌
オープニングテーマ
「Pursuing My True Self」
作詞 - 南場優、RyoRca / 作曲・編曲 - 目黒将司 / 歌 - 平田志穂子
『ペルソナ4』のオープニングテーマ。
「Shadow World」
作詞 - Benjamin Franklin / 作曲・編曲 - 目黒将司 / 歌 - 平田志穂子
『ゴールデン』のオープニングテーマ。
エンディングテーマ
「Never More」
作詞 - 小森成雄 / 作曲・編曲 - 目黒将司 / 歌 - 平田志穂子
『ゴールデン』のトゥルーエンドでは『ネバー・モア -「ペルソナ4」輪廻転生-』に収録されたアレンジ版が使用されている。

## 小説版

### ペルソナ4 キリノアムネジア
著 - 藤原健市 / 刊 - ファミ通文庫
ストーリーはオリジナル。時系列は雪子を助け出した直後。陽介、千枝、雪子の3人を中心にストーリーが進むため、主人公の出番はほとんどない。ある人物のシャドウが登場する。
- 2008年11月29日発売、ISBN 978-4-7577-4446-2

### ペルソナ4 Your Affection
著 - 渡海奈穂 / 刊 - B's-LOG文庫
キャラクター達の日常に焦点を当てた連作短編集。
- 2009年7月15日発売、ISBN 978-4-7577-4913-9

### ペルソナ×探偵NAOTO
著 - 間宮夏生 / イラスト - 副島成記（カバー・口絵イラスト）、曽我部修司（本文イラスト） / 刊 - 電撃文庫
直斗を主人公としたスピンオフ作品。時系列は本編終了から1年後。
- 2012年6月8日発売、ISBN 978-4-04-886419-0

## 漫画版

### 本編コミカライズ
曽我部修司が前作『ペルソナ3』に引き続き漫画化。『電撃黒「マ）王』2008年11月号・2009年2月号に掲載後、『電撃マオウ』へ移動して2009年3月号から2019年5月号まで連載された。
ゲーム版では「自分の影」を受け入れ認めることで自分の「ペルソナ」に変えていたが、漫画版では自らペルソナを生み出して「自分の影」を倒す展開となっている。主人公の名前は「瀬多総司（せた そうじ）」と設定されている。
漫画としてのストーリー展開は基本的にメインストーリーに絞り込んだものにしつつ、各キャラクターのコミュニティを織り交ぜている。一例として、小西尚紀との交流は主人公（瀬多）ではなく花村が主体となって進行する。
こういったオリジナル要素によってゲーム版の完全な漫画化とは呼びにくいが、メインストーリーをなぞっていくことから、ここでは他のコミカライズと区別するために本編のコミカライズとする。
累計発行部数は8巻時点で100万部を突破している。
1. 2009年9月26日発売、ISBN 978-4-04-868134-6
2. 2010年3月27日発売、ISBN 978-4-04-868507-8
3. 2010年10月27日発売、ISBN 978-4-04-868920-5
4. 2011年4月4日発売、ISBN 978-4-04-870499-1
5. 2011年9月27日発売、ISBN 978-4-04-870842-5
6. 2012年2月27日発売、ISBN 978-4-04-886297-4
7. 2012年11月27日発売、ISBN 978-4-04-891134-4
8. 2013年10月26日発売、ISBN 978-4-04-866052-5
9. 2014年6月27日発売、ISBN 978-4-04-866712-8
10. 2015年7月27日発売、ISBN 978-4-04-865223-0
11. 2018年1月27日発売、ISBN 978-4-04-893549-4
12. 2018年9月27日発売、ISBN 978-4-04-912144-5
13. 2019年3月27日発売、ISBN 978-4-04-912426-2

### ペルソナ4 The Magician
『ペルソナマガジン』2 - 9号で連載された。作者は玖倉しいち。
陽介を主人公にした外伝作品。八十稲羽へ引っ越して間もない頃の話から始まり、ゲーム本編のストーリーを陽介の視点で展開している。
- 2012年8月27日発売、ISBN 978-4-04-886817-4

### ペルソナ4 YASOINABA CASE FILE
『ペルソナマガジン』4 -  10で連載された。作者は佐々倉コウ。
各キャラクターにスポットを当てた短編集。
- 2012年9月27日発売、ISBN 978-4-04-886910-2

### ペルソナ×探偵NAOTO
同名小説のコミカライズ。

### タルタロス劇場
ペルソナシリーズのギャグ系4コマ漫画。ペルソナ4からも登場している。

## 関連商品

### ドラマCD
ゲーム版、アニメ版、『ザ・ゴールデン』版のものがそれぞれ発売されている。いずれも基本的にオリジナルストーリーで展開される。これらのほかに、アニメ版BD / DVDの第3巻、第8巻の生産限定版に特典としてオリジナルのドラマCDが付属されていた。
無印版
全3巻が2009年6月から2010年5月にかけてフロンティアワークスにより発売・販売された。Vol.1をアニメイトにて予約・購入すると特典として副島成記による描き下ろしの告知ポスターがプレゼントされた。
バレンタインデーでりせが作ったチョコや、バレンタインデー後のカットインでVol.1であった堂島家で集まっての鍋のシーンなど、第1巻と第2巻のストーリー展開の一部は、後に『ザ・ゴールデン』へストーリーの一部として逆輸入されている。
- ドラマCD「ペルソナ4」Vol.1 - 2009年6月24日発売。
- ドラマCD「ペルソナ4」Vol.2 - 2009年12月23日発売。
- ドラマCD「ペルソナ4」Vol.3 - 2010年5月26日発売。

アニメ版
全2巻。アニメ版にあわせて発売され、主人公の名前がそれに準じて鳴上悠となっており、背景ストーリーもアニメ版の展開を踏襲している。1巻はアニメ版では省略されていたゲーム版における陽介コミュニティ前半のストーリーが一部に組み込まれている。
- ドラマCD「PERSONA4 the Animation #1 I guess I'm not lucky after all」 - 2012年6月20日発売。
- ドラマCD「PERSONA4 the Animation #2 You’ll understand when you get older」 - 2012年8月22日発売。

『ザ・ゴールデン』版
全2巻。『ペルソナ4 ザ・ゴールデン』にあわせて発売され、『ザ・ゴールデン』の追加キャラクターであるマリーとそれに伴う追加ストーリーの踏まえたものとなっている。
- ドラマCD「ペルソナ4 ザ・ゴールデン」Vol.1 - 2013年3月27日発売。
- ドラマCD「ペルソナ4 ザ・ゴールデン」Vol.2 - 2013年4月24日発売。

### サウンドトラック
ゲーム中に使用された楽曲を収録したサウンドトラックと、そのアレンジ版を収録した『ネバー・モア -「ペルソナ4」輪廻転生-』、『ザ・ゴールデン』にて追加された楽曲を収録したサウンドトラックの3種類が発売されている。テレビアニメ版の放送中に発売された『ネバー・モア』はオリコン週間アルバムチャートで1位を獲得するなど、商業的な成果も残した。
- 「ペルソナ4」オリジナル・サウンドトラック - 2008年7月23日発売[37]。
- ネバー・モア -「ペルソナ4」輪廻転生- - 2011年10月26日発売[36]。
- 「ペルソナ4 ザ・ゴールデン」オリジナル・サウンドトラック - 2012年6月27日発売[38]。
- 「PERSONA4」meets BASS×BASS - 2016年8月24日発売。BOTTOM-EDGEのアレンジによるサウンドトラック[39]。
- 「Persona4 the ANIMATION」Series Original Soundtrack - 2016年8月24日発売[40]。

### カードゲーム
『ペルソナ3』やそれを原案としたアニメ『ペルソナ 〜トリニティ・ソウル〜』と共に、ブシロードのカードゲーム『ヴァイスシュヴァルツ』に参戦している（カードセットとは違うが、ゲーム中では一応『ペルソナシリーズ』の扱い）。なお、原作ゲームの初回出荷版では、主人公とイザナギが描かれたゲームカードが収録されている。

## ソーシャルゲーム
2012年9月24日からソーシャルゲーム『ペルソナ4 ザ・カードバトル』がGREEでリリースされ、12月25日からはAndroidアプリ版もリリースされている。基本プレイ無料のアイテム課金制。
運営先はインデックス（旧法人）→インデックス（新法人、後のiXIT）であったが、2014年5月9日にサービス終了。

## テレビアニメ版

### Persona4 the ANIMATION
『Persona4 the ANIMATION』（ペルソナフォー・ジ・アニメーション）のタイトルで、2011年10月から2012年3月まで、MBS、TBS、CBCにて放送された。全2クール。
前作『ペルソナ3』を原案としたテレビアニメ『ペルソナ 〜トリニティ・ソウル〜』がゲームとは異なるアニメ独自の内容であったのに対し、本作は原作ゲームに沿った内容となっており、オンエア版では黒幕との対決を経ないノーマルエンドまでの物語が、原作ゲームに沿った形で描かれた。BD / DVD最終巻にはトゥルーエンドに沿った内容の話が追加で収録されている。原作ゲームの時代設定が2011年であると設定されていることから、テレビアニメも現実の同年内放送を想定して企画が進められた。
主人公の名前は「鳴上悠（なるかみ ゆう）」と設定されており、続編アニメの「P4GA」、格闘ゲームの「ペルソナ4 ジ・アルティメット イン マヨナカアリーナ」、続編の「ペルソナ4 ジ・アルティマックス ウルトラスープレックスホールド」、ダンシングアクションの「ペルソナ4 ダンシング・オールナイト」、ダンジョンRPGの「ペルソナQ シャドウ オブ ザ ラビリンス」では、この主人公の名前が使用されている。
監督の岸誠二は、かつて同じく監督を担当した『Angel Beats!』の脚本を担当した麻枝准らとの雑談で、ペルソナの話題が出たことがきっかけで本作に関心を持つようになったという。

#### 作風・表現手法
視聴対象としては、自分がゲームを通じて体験した内容がそのままアニメ化されることを歓迎するような原作のファンが想定されている他、初めて『ペルソナ4』の内容に触れる視聴者に対しても、原作ゲームをプレイするのと同じ感覚を追体験出来るような作品であることが意図されている。このため本来、映像としては反則とされる表現も行われている（表現の詳細は後述）。
本作では原作ゲームの雰囲気や演出を忠実に再現することが試みられており、原作の楽曲、日付が変わる際に表示される天気予報つきのカレンダー、ステータス画面を再現したアイキャッチ、漫符を用いた感情表現、戦闘時に弱点属性の攻撃が命中した際の擬声語を伴うカットインなどの表現が、原作ゲームの演出に沿った形で再現されている他、原作に登場した多彩なペルソナがアニメにおいても登場している。
原作ゲームの楽曲が使用される状況には特に注意が払われており、原作ゲームのプレイヤーを喜ばせるものとなっている。台詞が文字で表示されるゲームと異なり、アニメ作品では台詞が被る場面でボーカル曲を用いるのは難しいとも言われるが、本作では原作ゲームの通常戦闘曲「Reach Out To The Truth」などのボーカル曲も用いられている。
ゲーム作品のアニメ化ではこうした演出がアニメの表現に合ったものへと置き換えられることが多い中、本作では様々な調整を重ねることでこれを実現しており、こうした演出は本作の特徴にもなっている。ただしテレビ放送版では、放送上の規定のために原作ゲームの演出を再現しきれなかった部分もあったという。
原作ゲームで楽曲の作曲を手掛けた目黒将司、ボーカルを担当した平田志穂子が、テレビアニメ版の主題歌も担当している。

#### スタッフ（P4A）
- 原作 - 『ペルソナ4』（Index）[20]
- 監督 - 岸誠二[20]
- 助監督 - 松本剛彦
- シリーズ構成 - 柿原優子[20]
- ペルソナデザインコンセプト - 金子一馬[20]
- キャラクター原案 - 副島成記[20]
- キャラクターデザイン - 森田和明[20]
- クリーチャーデザイン - 秋恭摩[20]
- プロップデザイン - 常木志伸[20]
- アニメーションディレクター - 植田洋一[20]
- 総作画監督 - 中原清隆[20]
- 美術監督 - 長岡慎治[20]、宮越歩[20]
- コンポジットディレクター - 今泉秀樹[20]、髙井泰子[20]
- 色彩設計 - 合田沙織[20]
- 3Dディレクター - 渡辺哲也[20]
- 編集・アニメーションプロデューサー - 櫻井崇
- 音楽 - 目黒将司[20]
- 音響監督 - 飯田里樹[20]
- プロデューサー - 足立和紀、平岡直人、細川修、六信哲司、江口聡、金庭こず恵、丸山博雄
- 制作 - AIC ASTA[20]
- 製作 - 「ペルソナ4」アニメーション製作委員会[20]（アニプレックス、インデックス、博報堂DYメディアパートナーズ、読売広告社、アスキー・メディアワークス、ムービック、AIC）、MBS

#### 主題歌（P4A）
全作曲・編曲 - 目黒将司

##### オープニングテーマ
「Pursuing My True Self」（第1話）
作詞 - 南場優・RyoRca / 歌 - 平田志穂子
原作ゲームのオープニングテーマ。イントロ部分は（15話以外）各話アイキャッチの曲としても用いられている。
「sky's the limit」（第2話 - 第8話、第10話 - 第12話）
作詞 - Lotus Juice / 歌 - 平田志穂子
第1話ではエンディングテーマとして使用された。
「True Story」（第9話）
作詞 - 田中裕一郎 / 歌 - 久慈川りせ（釘宮理恵）
アバンタイトルから続く形で始まるオープニング映像では、同エピソードから本編に登場する久慈川りせがアイドルとしてステージ上で歌い踊る姿が描かれ、ボーカルも登場人物名義となっている。
なお、このオープニング映像は絵コンテなしでプロダンサーによる実写撮影をトレースする形で制作されている。
「key plus words」（第13話、第14話、第16話 - 第21話、第23話）
作詞 - Lotus Juice / 歌 - 平田志穂子 feat. 川村ゆみ
「Burn My Dread」（第15話）
作詞 - 小森成雄、小森祥弘 / 歌 - 川村ゆみ
原作ゲームの前作に当たる『ペルソナ3』のオープニングテーマ。『ペルソナ3』の舞台であった私立月光館学園を『ペルソナ4』の登場人物たちが訪れるという、原作ゲームにもあったエピソードを映像化した話において、オープニングテーマ、アイキャッチとして使用された。

##### エンディングテーマ
「Beauty of Destiny」（第2話 -  第12話）
作詞 - Lotus Juice / 歌 - 平田志穂子 feat. Lotus Juice
「恋する名探偵」（第13話）
作詞 - meg rock / 歌 - ラブリーン（堀江由衣）
テレビアニメ版に登場した劇中アニメ『ラブリーン』の主題歌という体裁の曲。
「The Way of Memories -キズナノチカラ-」（第14話 - 第17話、第19話 - 第21話、第23話）
作詞 - 小森成雄 / 歌 - 平田志穂子
「ほんとのきもち」（第18話）
作詞 - 小森成雄 / 歌 - 平田志穂子
「Never More」（第25話）
作詞 - 小森成雄 / 歌 - 平田志穂子
原作ゲームのノーマルエンド、トゥルーエンドのエンディングテーマ。

#### 各話リスト（P4A）
| 話数           | サブタイトル                                | 脚本     | 絵コンテ                          | 演出              | 作画監督                                |
| -------------- | ------------------------------------------- | -------- | --------------------------------- | ----------------- | --------------------------------------- |
| #01            | You're myself, I'm yourself                 | 柿原優子 | 岸誠二 松本剛彦 古川順康 植田洋一 | 唐戸光博          | 坂崎忠、江原康之 野崎麗子、朝来昭子     |
| #02            | The Contractor's Key                        | 柿原優子 | 古川順康                          | 吉川浩司          | 岡山思菜子、河合桃子                    |
| #03            | We are friends, aren't we?                  | 広田光毅 | 植田洋一                          | 松本剛彦          | 松井理和子、下川寿志                    |
| #04            | Somewhere not here                          | 熊谷純   | 平井義通                          | 平井義通          | 宇佐美皓一、道解慎太郎                  |
| #05            | Would you love me?                          | 柿原優子 | 政木伸一                          | 政木伸一          | 小馳那乃國広道、可児里未                |
| #06            | I'll beat you, and beat you good            | 熊谷純   | 伊藤真朱                          | 松澤健一          | 高橋成之、沼津雅人 服部憲知、石井明治   |
| #07            | Suspicious Tropical Paradise                | 熊谷純   | 山口直樹                          | 土屋康郎          | 村上直紀、吉田雄一 江上夏樹、三宅雄一郎 |
| #08            | We've lost something important again        | 柿原優子 | 田口智久                          | 田口智久          | 野崎麗子、永作友克                      |
| #09            | No one sees the real me                     | 広田光毅 | 植田洋一 小坂春女                 | 小坂春女          | 許宰銑、八木元喜                        |
| #10            | Real Me Doesn't Exist                       | 広田光毅 | 別所誠人                          | 北川正人          | 大塚八愛、木村光雅                      |
| #11            | Catch Me If You Can                         | 熊谷純   | 古川順康                          | 吉川浩司          | 小馳那乃國広道、野崎麗子                |
| #12            | It's Not Empty At All                       | 柿原優子 | 植田洋一                          | 西本由紀夫        | 宇佐美皓一、浜津武広                    |
| #13            | A Stormy Summer Vacation 1/2                | 熊谷純   | 吉川浩司                          | 葛谷直行          | 原田峰文、福島豊明                      |
| #14            | A Stormy Summer Vacation 2/2                | 熊谷純   | 田口智久                          | 田口智久          | 河野真貴、高橋晶                        |
| #15            | The Long-Awaited School Trip                | 柿原優子 | 伊藤真朱                          | 森義博            | 山内則康                                |
| #16            | Although the Case Was Closed                | 広田光毅 | 鎌仲史陽                          | 鎌仲史陽          | 大塚八愛、畑智司                        |
| #17            | I Want to Know the Truth                    | 広田光毅 | 植田洋一                          | 清水一伸 田口智久 | 渡辺奈月                                |
| #18            | Anniversary to Become a Family              | 柿原優子 | 鈴木薫                            | 鈴木薫            | 宇佐美皓一、宮井加奈                    |
| #19            | It's School Festival Day! Time to Have Fun! | 熊谷純   | 伊藤真朱                          | 久保山英一        | 中野圭哉、小畑賢 谷圭司、坂本ひろみ     |
| #20            | We'll all meet at the AMAGIYA Hotel         | 広田光毅 | 政木伸一                          | 政木伸一          | 山下絵美、タカハシアキラ                |
| #21            | DON'T SAVE ANYONE ANYMORE                   | 熊谷純   | 田口智久                          | 松本マサユキ      | 山内則康                                |
| #22            | It's just like Heaven                       | 熊谷純   | 植田洋一                          | 小林孝志          | アミサキリョウコ、廣瀬智仁              |
| #23            | In Order to Find the Truth                  | 広田光毅 | 小坂春女                          | 小坂春女          | 津幡佳明、山内則康                      |
| #24            | The World is Full of Shit                   | 柿原優子 | 鎌仲史陽                          | 鎌仲史陽          | 大塚八愛、藤田正幸                      |
| #25            | We Can Change The World                     | 柿原優子 | 田口智久                          | 田口智久          | 中原清隆、宇佐美皓一                    |
| #26 （未放送） | No One is Alone                             | 柿原優子 | 植田洋一                          | 西本由紀夫        | 宇佐美皓一                              |

#### 放送局（P4A）
| 放送地域   | 放送局             | 放送期間                       | 放送日時                     | 放送系列   | 備考                                                      |
| ---------- | ------------------ | ------------------------------ | ---------------------------- | ---------- | --------------------------------------------------------- |
| 近畿広域圏 | 毎日放送           | 2011年10月7日 - 2012年3月30日  | 金曜 1:30 - 2:00（木曜深夜） | TBS系列    | 製作局                                                    |
| 関東広域圏 | TBSテレビ          | 2011年10月8日 - 2012年3月31日  | 土曜 1:55 - 2:25（金曜深夜） | TBS系列    |                                                           |
| 中京広域圏 | 中部日本放送       | 2011年10月13日 - 2012年4月5日  | 木曜 2:00 - 2:30（水曜深夜） | TBS系列    |                                                           |
| 日本全域   | ニコニコチャンネル | 2011年10月16日 - 2012年4月8日  | 日曜 0:30（土曜深夜） 更新   | ネット配信 |                                                           |
| 日本全域   | アニマックス       | 2012年2月7日 - 7月31日         | 火曜 22:00 - 22:30           | BS/CS放送  | リピート放送あり                                          |
| 東京都     | TOKYO MX           | 2013年10月6日 - 2014年3月23日  | 日曜 0:30 - 1:00（土曜深夜） | 独立局     | 『E!TV』枠 東京都内では実質再放送                         |
| 栃木県     | とちぎテレビ       | 2013年10月6日 - 2014年3月23日  | 日曜 0:30 - 1:00（土曜深夜） | 独立局     | 栃木県内では実質再放送                                    |
| 群馬県     | 群馬テレビ         | 2013年10月6日 - 2014年3月23日  | 日曜 0:30 - 1:00（土曜深夜） | 独立局     | 群馬県内では実質再放送                                    |
| 日本全域   | BS11               | 2013年10月13日 - 2014年3月30日 | 日曜 0:30 - 1:00（土曜深夜） | BS放送     | 『ANIME+』枠 第25話まで放送 第26話は同年7月にBS-TBSで放送 |
| 日本全域   | AT-X               | 2016年5月10日 -                | 火曜 21:00 - 21:30           | CS放送     | リピート放送あり                                          |

#### BD / DVD（P4A）
2012年2月22日発売のBD第4巻は発売初週1.9万枚を売り上げ、シリーズ初のオリコン週間ランキングBD総合首位を獲得している。第9巻の第23話・第24話、第10巻の第25話は新規カットを追加したディレクターズカット版を収録し、第10巻にはテレビ未放送話『True End Episode「No One is Alone」』をデフォルトで収録。特典ディスクとして後述する特別編『PERSONA4 the Animation -the Factor of Hope-』を同梱した。
| 巻 | 発売日         | 収録話          | 規格品番     | 規格品番     | 規格品番  |
| 巻 | 発売日         | 収録話          | BD限定版     | DVD限定版    | DVD通常版 |
| -- | -------------- | --------------- | ------------ | ------------ | --------- |
| 1  | 2011年11月23日 | 第1話           | ANZX-6841/2  | ANZB-6841/2  | ANSB-6841 |
| 2  | 2011年12月21日 | 第2話 - 第4話   | ANZX-6843/4  | ANZB-6843/4  | ANSB-6843 |
| 3  | 2012年1月25日  | 第5話 - 第7話   | ANZX-6845/6  | ANZB-6845/6  | ANSB-6845 |
| 4  | 2012年2月22日  | 第8話 - 第10話  | ANZX-6847/8  | ANZB-6847/8  | ANSB-6847 |
| 5  | 2012年3月21日  | 第11話 - 第12話 | ANZX-6849/50 | ANZB-6849/50 | ANSB-6849 |
| 6  | 2012年4月25日  | 第13話 - 第15話 | ANZX-6851/2  | ANZB-6851/2  | ANSB-6851 |
| 7  | 2012年5月23日  | 第16話 - 第18話 | ANZX-6853/4  | ANZB-6853/4  | ANSB-6853 |
| 8  | 2012年6月27日  | 第19話 - 第21話 | ANZX-6855/6  | ANZB-6855/6  | ANSB-6855 |
| 9  | 2012年7月25日  | 第22話 - 第24話 | ANZX-6857/8  | ANZB-6857/8  | ANSB-6857 |
| 10 | 2012年8月22日  | 第25話 - 第26話 | ANZX-6859/60 | ANZB-6859/60 | ANSB-6859 |

#### PERSONA4 the Animation -The Factor of Hope-
テレビアニメ全25話（一部パートに新規カットあり）と、前述のテレビ未放送話『True End Episode「No One is Alone」』を、約90分の物語に再編集した特別版『PERSONA4 the Animation -The Factor of Hope-』が2012年6月4日から国内10か所の映画館で上映イベントとして公開された（この上映はあくまでもイベント扱いであり、劇場版では無い）。

#### WEBラジオ（P4A）
2011年10月6日から2012年4月5日まで、インターネットラジオステーション音泉とHiBiKi Radio StationにてWEBラジオ『マヨナカ影ラジオ』が配信された。毎週木曜日配信。
後に新規収録分を追加した上でラジオCDとして発売された。全3巻。
パーソナリティ
- 森久保祥太郎（花村陽介 役）
- 関智一（巽完二 役）

ゲスト
- #10,11,CD Vol.3 山口勝平（クマ 役）
- #17 神田朱未（堂島菜々子 役）
- #23,CD Vol.2 小清水亜美（天城雪子 役）
- CD Vol.1 浪川大輔（鳴上悠 役）

コーナー
自称特別捜査隊
リスナーから「普段疑問に思っている世の中の不思議なこと」を紹介。パーソナリティの2人がその謎に対して回答する。
神田が登場した回は『魔女探偵ラブリーン』とタイトルが変更された。
行くぜ！コミュMAX！
リスナーから「〇〇したことがある」「〇〇が大好き」等のエピソードを紹介し、パーソナリティがどれだけ共感できるかを「コミュ0」「コミュハーフ」「コミュMAX」で判断する。
エブリデイ ミンナモ ジュネス
ジュネスのCM曲に合わせて替え歌でリスナーからの告知・エピソードを紹介。
神田がゲストの際はコーナータイトルを神田が歌っている。
僕たち漢の娘
巽完二のように、乙女的趣味なエピソードを紹介。
アンダー・ザ・スタイリッシュ
下ネタや言い難いことを「いかにスタイリッシュに伝えられるか」という言い回しを紹介。
ペルソナ次回予報
アニメの次回エピソードの予告を天気予報風に伝えるコーナー。

### Persona4 the Golden ANIMATION
『Persona4 the Golden ANIMATION』（ペルソナフォー・ザ・ゴールデン・アニメーション）のタイトルで、2014年7月より9月までMBS・TBS・CBC・BS-TBS『アニメイズム』B1にて放送された。『ペルソナ4 ザ・ゴールデン』で追加された要素を中心にアニメ化されており、ストーリーとしてはマリーに関するエピソードを中心としている。同時に足立透のエピソードについても部分的に補完されている。なお、『P4A』で描かれた部分で重複するものは相当数が省略されている。

#### スタッフ（P4GA）
- 原作 - 「ペルソナ4 ザ・ゴールデン」（アトラス）
- 総監督 - 岸誠二
- 監督 - 田口智久
- オリジナルストーリー原案 - 橋野桂
- シリーズ構成 - 熊谷純
- キャラクター原案・ペルソナデザイン - 副島成記
- キャラクターデザイン - 進藤優
- クリーチャーデザイン - 秋恭摩
- プロップデザイン - 常木志伸
- セットデザイン - 青木智由紀
- 美術監督 - 谷岡善王
- 色彩設計 - 合田沙織
- 3Dディレクター - 二橋孝次
- コンポジットディレクター - 今泉秀樹
- ビジュアルデザイナー - 高津純平
- 編集 - 櫻井崇
- 音響監督 - 飯田里樹
- 音楽 - 目黒将司、小林哲也
- 音楽制作 - アニプレックス
- プロデューサー - 足立和紀、田中良和、小岐須泰世、津川明倫、金庭こず恵、江口聡、丸山博雄、前田俊博
- アニメーションプロデューサー - 櫻井崇、林健一
- 制作 - A-1 Pictures
- 製作 - アニプレックス、アトラス、博報堂DYメディアパートナーズ、読売広告社、movic、KADOKAWA アスキー・メディアワークスBC、MBS

#### 主題歌（P4GA）
全作曲・編曲 - 目黒将司
オープニングテーマ
「Shadow World」（第1話）
作詞 - Benjamin Franklin / 歌 - 平田志穂子
「Next Chance to Move On」（第2話 - 第6話、第9話 - 第11話）
作詞 - Benjamin Franklin / 歌 - 平田志穂子
第1話ではエンディングテーマとして使用。第7話、最終話では未使用。
「key plus words」（第8話）
作詞 - Lotus Juice / 歌 - 平田志穂子 feat. 川村ゆみ
この回でのオープニング映像はP4Aの物を使用。
エンディングテーマ
「Dazzling Smile」（第2話 - 第9話、第11話）
作詞 - 小林鉄兵 / 歌 - 平田志穂子（第2話 - 第9話）、マリー（花澤香菜、第11話）
「全ての人の魂の詩」（第10話）
作曲・編曲 - 目黒将司
「Never More」（第12話）
作詞 - 小森成雄 / 歌 - 平田志穂子
挿入歌
「True story」（第5話）
作詞 - 田中裕一郎 / 歌 - 久慈川りせ（釘宮理恵） & マリー（花澤香菜）

#### 各話リスト（P4GA）
| 話数                 | サブタイトル                     | 脚本     | 絵コンテ          | 演出       | 作画監督 | 総作画監督      |
| -------------------- | -------------------------------- | -------- | ----------------- | ---------- | --- | --------------- |
| #1                   | THE GOLDEN DAYS                  | 熊谷純   | 田口智久          | 平井義通   | 戸谷賢都、葵玲 鹿田灯葉（エフェクト）                                                                                            | 進藤優          |
| #2                   | THE PERFECT PLAN                 | 井上美緒 | 政木伸一          | 政木伸一   | 澤田美香、藤田正幸、門智昭 | 戸谷賢都        |
| #3                   | I have amnesia, is it so bad?    | 井上美緒 | 林勇雄            | 森義博     | 山内則康、鎌田均 | 進藤優          |
| #4                   | THE MAYONAKA OHDAN MIRACLE QUIZ! | 田沢大典 | 保戸木知恵        | 佐々木真哉 | 梶浦紳一郎、石川智美、吉田優子 深川可純、山田裕子 宇佐美皓一、長谷川亨雄                                                         | 戸谷賢都        |
| #5                   | Let's go get it! Get Pumped!     | 田沢大典 | 西本由紀夫        | 安藤貴史   | 大塚八愛、高原修司 松田芳明、吉田優子                                                                                            | 進藤優          |
| #6                   | See? I told you yu.              | 熊谷純   | 河本昇悟 田口智久 | 江口大輔   | 長谷川亨雄、熊田明子 | 戸谷賢都        |
| #7                   | It's cliche, so what?            | 熊谷純   | 山本秀世          | 小林孝志   | 深川可純、吉田優子、大塚八愛 宇佐美皓一、手塚江美、長谷川亨雄                                                                    | 進藤優          |
| #8                   | Not So Holy Christmas Eve        | 熊谷純   | 政木伸一          | 政木伸一   | 澤田美香、吉田優子、宇佐美皓一 藤部生馬、大塚八愛 熊田明子、長谷川亨雄                                                           | 戸谷賢都        |
| #9                   | A missing piece                  | 井上美緒 | 岩崎光洋          | 岩崎光洋   | 山内則康、鎌田均 | 進藤優          |
| #10                  | Not a friend anymore             | 熊谷純   | 河本昇悟          | 佐々木真哉 | 大塚八愛、熊田明子、高原修司 手塚江美、新野量太、松田芳明                                                                        | 戸谷賢都        |
| #11                  | Let it OUT! Let it GO!           | 熊谷純   | 平井義通          | 平井義通   | 宇佐美皓一、坂本ひろみ、小倉寛之 本田創一、上野卓志、一ノ瀬結梨                                                                  | 進藤優          |
| #12                  | Welcome Home                     | 熊谷純   | 田口智久          | 田口智久   | 宇佐美皓一、大塚八愛、小倉寛之 熊田明子、坂本ひろみ、進藤優 谷拓也、手塚江美、戸谷賢都 中野圭哉、西田美弥子 長谷川亨雄、本田創一 | 戸谷賢都 進藤優 |
| #Another End Episode | Thank you Mr. Accomplice         | 熊谷純   | 塚田夏央          | 南川達馬   | 深川可純、一ノ瀬結梨 | 進藤優          |

#### 放送局（P4GA）
| 放送地域   | 放送局             | 放送期間                | 放送日時                     | 放送系列   | 備考                                         |
| ---------- | ------------------ | ----------------------- | ---------------------------- | ---------- | -------------------------------------------- |
| 近畿広域圏 | 毎日放送           | 2014年7月11日 - 9月26日 | 金曜 1:49 - 2:19（木曜深夜） | TBS系列    | 製作局                                       |
| 関東広域圏 | TBSテレビ          | 2014年7月12日 - 9月27日 | 土曜 1:55 - 2:25（金曜深夜） | TBS系列    |                                              |
| 中京広域圏 | CBCテレビ          | 2014年7月12日 - 9月27日 | 土曜 2:37 - 3:07（金曜深夜） | TBS系列    |                                              |
| 日本全域   | BS-TBS             | 2014年7月13日 - 9月28日 | 日曜 0:00 - 0:30（土曜深夜） | BS放送     | 第1作（P4A・第25話まで）はBS11ANIME+枠で放送 |
| 日本全域   | ニコニコ生放送     | 2014年7月13日 - 9月28日 | 日曜 0:30 - 1:00（土曜深夜） | ネット配信 |                                              |
| 日本全域   | ニコニコチャンネル | 2014年7月13日 - 9月28日 | 日曜 1:00（土曜深夜） 更新   | ネット配信 |                                              |
| 日本全域   | GYAO!              | 2014年7月14日 - 9月29日 | 月曜 0:30（日曜深夜） 更新   | ネット配信 |                                              |
| 日本全域   | PlayStation Store  | 2014年7月14日 - 9月29日 | 月曜 0:30（日曜深夜） 更新   | ネット配信 |                                              |
| 日本全域   | 楽天ショウタイム   | 2014年7月14日 - 9月29日 | 月曜 0:30（日曜深夜） 更新   | ネット配信 |                                              |
| 日本全域   | バンダイチャンネル | 2014年7月14日 - 9月29日 | 月曜 1:00（日曜深夜） 更新   | ネット配信 |                                              |
| 日本全域   | dアニメストア      | 2014年7月14日 - 9月29日 | 月曜 12:00 更新              | ネット配信 |                                              |
| 愛媛県     | あいテレビ         | 2015年4月9日 - 6月24日  | 木曜 1:48 - 2:18（水曜深夜） | TBS系列    |                                              |
| 東京都     | TOKYO MX           | 2016年1月10日 -         | 日曜 0:30 - 1:00（土曜深夜） | 独立局     | 東京都内では実質再放送                       |
| 栃木県     | とちぎテレビ       | 2016年1月10日 -         | 日曜 0:30 - 1:00（土曜深夜） | 独立局     | 栃木県内では実質再放送                       |
| 群馬県     | 群馬テレビ         | 2016年1月10日 -         | 日曜 0:30 - 1:00（土曜深夜） | 独立局     | 群馬県内では実質再放送                       |
| 日本全域   | BS11               | 2016年1月10日 -         | 日曜 0:30 - 1:00（土曜深夜） | BS放送     | 『ANIME+』枠 全国一斉では実質再放送          |

#### BD / DVD（P4GA）
| 巻 | 発売日         | 収録話          | 規格品番      | 規格品番      | 規格品番   |
| 巻 | 発売日         | 収録話          | BD限定版      | DVD限定版     | DVD通常版  |
| -- | -------------- | --------------- | ------------- | ------------- | ---------- |
| 1  | 2014年9月10日  | 第1話           | ANZX-11381/82 | ANZB-11381/82 | ANSB-11381 |
| 2  | 2014年10月8日  | 第2話 - 第3話   | ANZX-11383/84 | ANZB-11383/84 | ANSB-11383 |
| 3  | 2014年11月12日 | 第4話 - 第5話   | ANZX-11385/86 | ANZB-11385/86 | ANSB-11385 |
| 4  | 2014年12月10日 | 第6話 - 第7話   | ANZX-11387/88 | ANZB-11387/88 | ANSB-11387 |
| 5  | 2015年1月14日  | 第8話 - 第9話   | ANZX-11389/90 | ANZB-11389/90 | ANSB-11389 |
| 6  | 2015年2月11日  | 第10話 - 第12話 | ANZX-11391/92 | ANZB-11391/92 | ANSB-11391 |

#### WEBラジオ（P4GA）
2014年7月3日から10月16日まで、音泉とHiBiKi Radio StationにてWEBラジオ『マヨナカ影ラジオ ザ・ゴールデン』を配信。毎週木曜日配信。
パーソナリティ
浪川・山口ペアと森久保・関ペアの2組に分かれ交互にパーソナリティを務める。
- 浪川大輔（鳴上悠 役）
- 山口勝平（クマ 役）
- 森久保祥太郎（花村陽介 役）
- 関智一（巽完二 役）

ゲスト
- #8 神田朱未（堂島菜々子 役）

コーナー
ふつおた
リスナーからのアニメの感想やパーソナリティへのメッセージを紹介。
マヨナカ横断メモリークイズ
パーソナリティが過去にラジオやイベントや取材などで言った発言や行動を元にしたクイズを行う。
行くぜ！コミュMAX!
リスナーから「〇〇したことがある」「〇〇が大好き」等のエピソードを紹介し、パーソナリティがどれだけ共感できるかを「コミュ0」「コミュハーフ」「コミュMAX」で判断する。
クマの無限の可能性を示すクマ！
クマのように会話文の語尾にクマをつけて、どれ位強気なことをいっても可愛く聞こえるのかを検証する。
僕たち漢の娘
巽完二のように、乙女的趣味なエピソードを紹介。
キャプテン・ルサンチマン
花村陽介のような自分の劣等感・他人に嫉妬している部分を紹介。
ペルソナ次回予報
アニメの次回エピソードの予告を天気予報風に伝えるコーナー。

## 舞台版
「VISUALIVE『ペルソナ4』」のタイトルで、2012年3月15日から20日に「VISUALIVE（ビジュアライブ）」（脚本・演出：浅沼晋太郎、映像演出：奥秀太郎）によって、サンシャイン劇場で上演され、同年10月3日から9日に舞台版第2弾「VISUALIVE『ペルソナ4』the EVOLUTION」が天王洲 銀河劇場で上演された。

### スタッフ（舞台版）
第1弾
- 脚本・演出：浅沼晋太郎（bpm）
- 映像演出：奥秀太郎
- 音楽：和田俊輔（デス電所）

第2弾
- 脚本：熊谷純
- 演出：奥秀太郎
- 音楽：目黒将司（Index）

## パチンコ・パチスロ
パチンコ
- 『CRペルソナ4 the PACHINKO』のタイトルで、アトラスと同じセガサミーグループのタイヨーエレックから発売された[59]。

パチスロ
- 『ペルソナ4 The Slot』のタイトルで、ニューギンから発売された[60]。